# Ligne principale Tōkaidō
Ne doit pas être confondu avec Tōkaidō.
La ligne principale Tōkaidō (東海道本線, Tōkaidō-honsen) est une ligne ferroviaire importante des Japan Railways (JR), au Japon. Elle relie Tokyo à Kobe sur une distance de 590 km (avec les branches, la longueur totale de la ligne est de 713,6 km). La ligne doit son nom au Tōkaidō, l'axe de circulation historique entre Tokyo, Kyoto, Osaka et Kobe.
Depuis l'ouverture en 1964 de la ligne Shinkansen Tōkaidō, la ligne a perdu en importance. Aujourd'hui, aucun service de transport de passagers ne dessert la ligne dans sa totalité, à l'exception de quelques trains de nuit. La ligne reste cependant un axe majeur du transport de marchandises.

## Histoire
Le premier tronçon de la ligne ouvre le 12 juin 1872 entre les gares de Shinagawa et de Yokohama (aujourd'hui gare de Sakuragichō). Il s'agit du premier chemin de fer au Japon. La ligne est prolongée à Shimbashi (devenue ensuite la gare de Shiodome) et inaugurée par l'empereur Meiji le 14 octobre 1872.
Le 11 mai 1874, la section entre les gares de Kobe et d'Osaka ouvre. Elle est prolongée à Kyoto en 1877, puis à Ōtsu en 1880.
En 1883, le gouvernement décide d'abord de suivre la route Nakasendō pour relier Tokyo à la région du Kansai et plusieurs tronçons sont ouverts entre Ōgaki et Nagahama (1884), et entre Nagoya et Kisogawa (1886). Cependant, le tracé de la route Tōkaidō s'avéra plus pratique, et le tracé suivant la route Nakasendō est abandonné.
Les tronçons entre Kisogawa et Ōgaki, Yokohama et Kōzu, et Hamamatsu et Ōbu sont terminés en 1887. La liaison entre Tokyo et Kobe est achevée en 1889 avec l'ouverture des sections entre Kōzu et Hamamatsu et entre Kasumigahara et Ōtsu. À l'époque, il y avait un train quotidien Tokyo-Kobe dans chaque sens qui faisait le trajet en plus de 20 heures.
Le nom de "ligne Tōkaidō" est officiellement adopté en 1895. Le service express entre Tokyo et Kobe débute en 1896, le service de couchettes en 1900 et le service de voiture-restaurant en 1901.
En 1914, le terminus de la ligne est déplacé dans la nouvelle gare de Tokyo et en 1934, une nouvelle section ouvre entre Kōzu et Numazu, l'ancien tracé devenant la ligne Gotemba.
Au début des années 1950, la ligne Tōkaidō est la principale artère de transport du Japon. Même si la ligne ne représentait que 3% du réseau ferroviaire par longueur, elle transportait 24% du trafic voyageurs et 23% du fret. En 1956, l'électrification est achevée entre Tokyo et Osaka et avec l'introduction des nouveaux trains Kodama, le temps de trajet est réduit à six heures et demie. La ligne est devenue si populaire que les billets sont régulièrement vendus dans les dix minutes suivant leur mise en vente, un mois avant la date du voyage.
En 1964, la ligne Shinkansen Tōkaidō ouvre entre Tokyo et Osaka, récupérant le trafic voyageurs longue distance. La ligne Tōkaidō n'a alors qu'un rôle de desserte locale - restant cependant très chargée dans les grandes agglomérations - et de transport de marchandises.

## Caractéristiques

### Ligne
- longueur :
  - Tokyo - Kobe : 589,5 km
  - Shinagawa - Musashi-Kosugi - Tsurumi : 17,8 km
  - Hamamatsuchō - Terminal fret de Tokyo - Hama-Kawasaki : 20,0 km
  - Tsurumi - Hatchōnawate : 2,3 km
  - Tsurumi - Higashi-Takasima - Sakuragichō : 8,5 km
  - Tsurumi - Yokohama-Hazawa - Higashi-Totsuka : 16,0 km
  - Sannō - Port de Nagoya 6,2 km
  - Ōgaki - Mino-Akasaka : 5,0 km
  - Ōgaki - Sekigahara 13,8 km
  - Minami-Arao - Tarui - Sekigahara : 10,7 km
  - Terminal fret de Suita - Terminal fret d'Osaka :  8,7 km
  - Terminal fret de Suita - Umeda - Fukushima : 10,0 km
  - Terminal fret de Suita - Amagasaki : 12,2 km
- écartement des voies : 1 067 mm
- nombre de voies : 
  - Quadruple voie ou plus : Tokyo - Odawara, Nagoya - Inazawa, Kusatsu - Kobe
  - Double voie : Odawara - Nagoya, Inazawa - Kusatsu, Shinagawa - Tsurumi, Hamamatsuchō - Hama-Kawasaki, Tsurumi - Hatchōnawate, Tsurumi - Higashi-Takasima, Tsurumi - Higashi-Totsuka, Suita - Umeda, Suita - Amagasaki
  - Voie unique : le reste de la ligne
- électrification : 1 500 Vcc
- vitesse maximale : 130 km/h

### Liste des gares
Le service voyageurs de la ligne est effectué par trois compagnies JR différentes :
- East Japan Railway Company (JR East) entre Tokyo et Atami,
- Central Japan Railway Company (JR Central) entre Atami et Maibara,
- West Japan Railway Company (JR West) entre Maibara et Kobe.

#### Section Tokyo - Atami

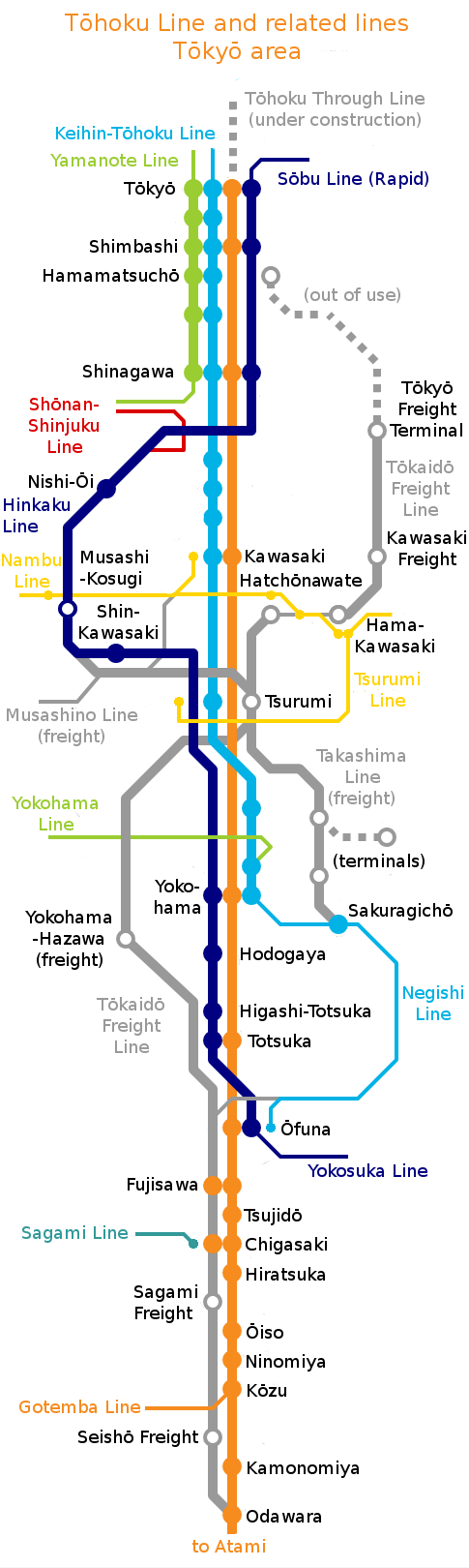
Plan de la ligne Tōkaidō (en orange) et des différentes branches fret (en gris) de Tokyo à Odawara.

Cette section est exploitée par la JR East dans le Grand Tokyo.

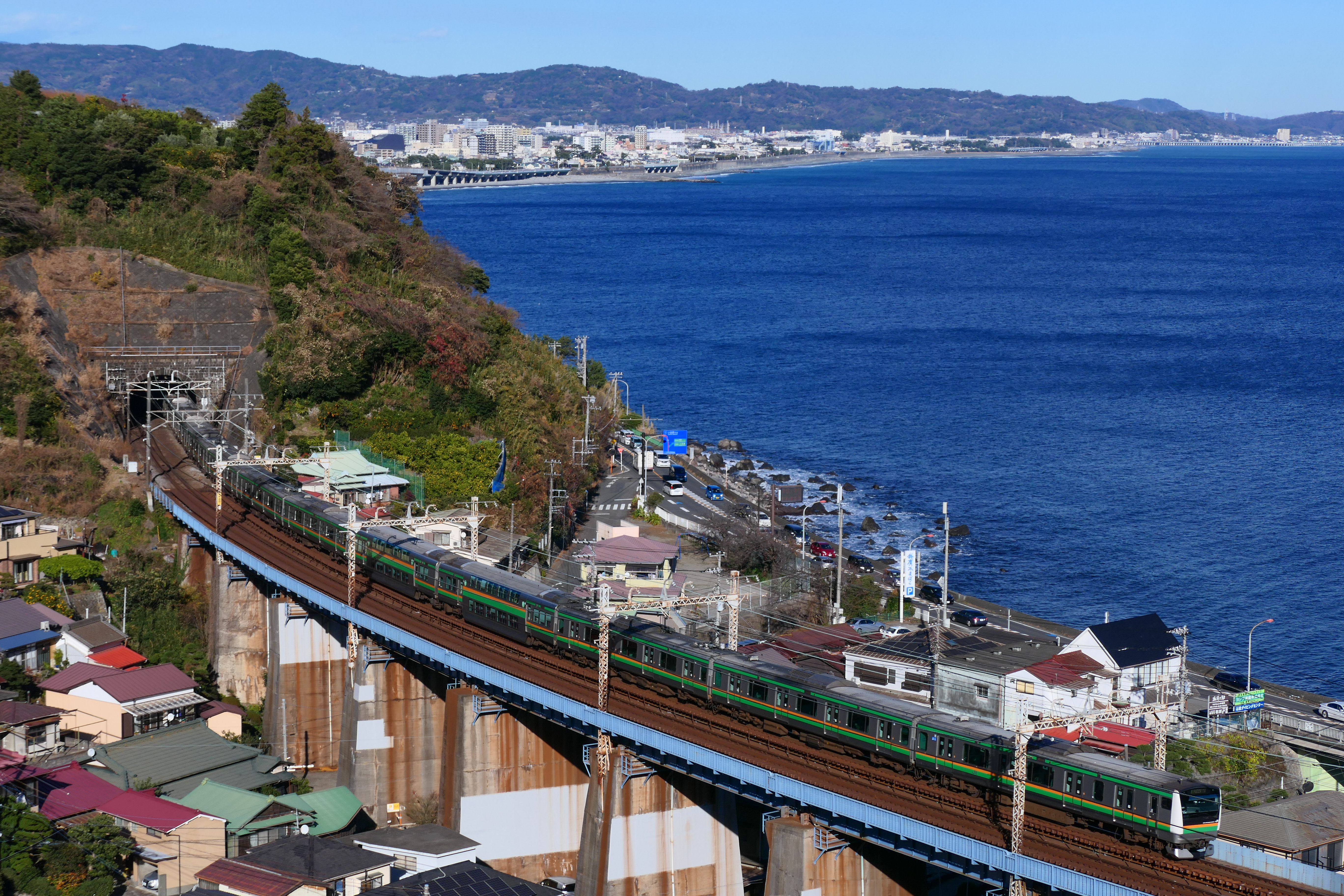
La ligne entre Hayakawa et Nebukawa.

| Numéro                       | Gare       | Nom japonais | Distance depuis Tokyo (km) | Correspondances | Localisation | Localisation           |
| ---------------------------- | ---------- | ------------ | -------------------------- | --- | ------------ | ---------------------- |
| TYOJT01                      | Tokyo      | 東京         | 0                          | JR East : Tōhoku Shinkansen, Jōetsu Shinkansen, Hokuriku Shinkansen, Chūō, Keihin-Tōhoku, Keiyō, Sōbu, Ueno-Tokyo (interconnexion), Yamanote, Yokosuka JR Central : Tōkaidō Shinkansen Tokyo Metro : Marunouchi | Chiyoda      | Tokyo                  |
| SMBJT02                      | Shimbashi  | 新橋         | 1,9                        | JR East : Keihin-Tōhoku, Yamanote, Yokosuka Tokyo Metro : Ginza Toei : Asakusa Yurikamome | Minato       | Tokyo                  |
| SGWJT03                      | Shinagawa  | 品川         | 6,8                        | JR East : Tōkaidō Shinkansen, Keihin-Tōhoku, Yamanote, Yokosuka JR Central : Tōkaidō Shinkansen Keikyū : Keikyū                                                                                                 | Minato       | Tokyo                  |
| KWSJT04                      | Kawasaki   | 川崎         | 18,2                       | JR East : Keihin-Tōhoku, Nambu | Kawasaki     | Préfecture de Kanagawa |
| YHMJT05                      | Yokohama   | 横浜         | 28,8                       | JR East : Keihin-Tōhoku, Negishi, Yokosuka Tōkyū : Tōyoko Keikyū : Keikyū Sōtetsu : Sōtetsu Métro de Yokohama : ligne bleue Yokohama Minatomirai Railway : Minatomirai                                          | Yokohama     | Préfecture de Kanagawa |
| TTKJT06                      | Totsuka    | 戸塚         | 40,9                       | JR East : Yokosuka Métro de Yokohama : ligne bleue | Yokohama     | Préfecture de Kanagawa |
| OFNJT07                      | Ōfuna      | 大船         | 46,5                       | JR East : Negishi, Yokosuka Monorail Shōnan | Kamakura     | Préfecture de Kanagawa |
| Fin de la section suburbaine |            |              |                            | |              | Préfecture de Kanagawa |
| JT08                         | Fujisawa   | 藤沢         | 51,1                       | Odakyū : Enoshima Enoden | Fujisawa     | Préfecture de Kanagawa |
| JT09                         | Tsujidō    | 辻堂         | 54,8                       | | Fujisawa     | Préfecture de Kanagawa |
| JT10                         | Chigasaki  | 茅ヶ崎       | 58,6                       | JR East : Sagami | Chigasaki    | Préfecture de Kanagawa |
| JT11                         | Hiratsuka  | 平塚         | 63,8                       | | Hiratsuka    | Préfecture de Kanagawa |
| JT12                         | Ōiso       | 大磯         | 67,8                       | | Ōiso         | Préfecture de Kanagawa |
| JT13                         | Ninomiya   | 二宮         | 73,1                       | | Ninomiya     | Préfecture de Kanagawa |
| JT14                         | Kōzu       | 国府津       | 77,7                       | JR Central : Gotemba | Odawara      | Préfecture de Kanagawa |
| JT15                         | Kamonomiya | 鴨宮         | 80,8                       | | Odawara      | Préfecture de Kanagawa |
| JT16                         | Odawara    | 小田原       | 83,9                       | JR Central : Tōkaidō Shinkansen Odakyū : Odawara Izuhakone : Daiyūzan Hakone Tozan : Hakone Tozan | Odawara      | Préfecture de Kanagawa |
| JT17                         | Hayakawa   | 早川         | 86,0                       | | Odawara      | Préfecture de Kanagawa |
| JT18                         | Nebukawa   | 根府川       | 90,4                       | | Odawara      | Préfecture de Kanagawa |
| JT19                         | Manazuru   | 真鶴         | 95,8                       | | Manazuru     | Préfecture de Kanagawa |
| JT20                         | Yugawara   | 湯河原       | 99,1                       | | Yugawara     | Préfecture de Kanagawa |
| JT21                         | Atami      | 熱海         | 104,6                      | JR East : Itō (interconnexion) JR Central : Tōkaidō Shinkansen | Atami        | Préfecture de Shizuoka |

#### Section Atami - Maibara

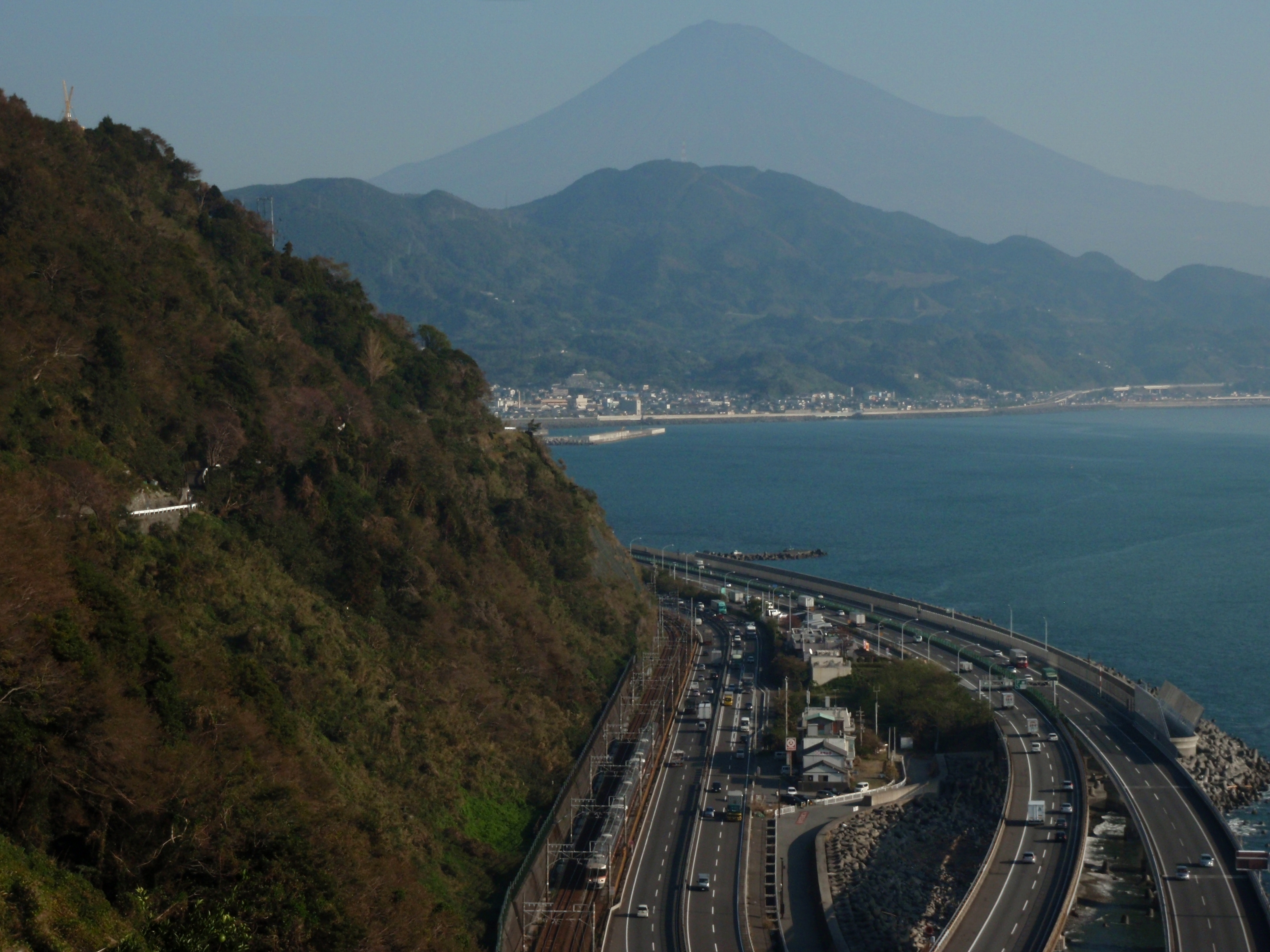
La ligne au col de Satta à Shizuoka

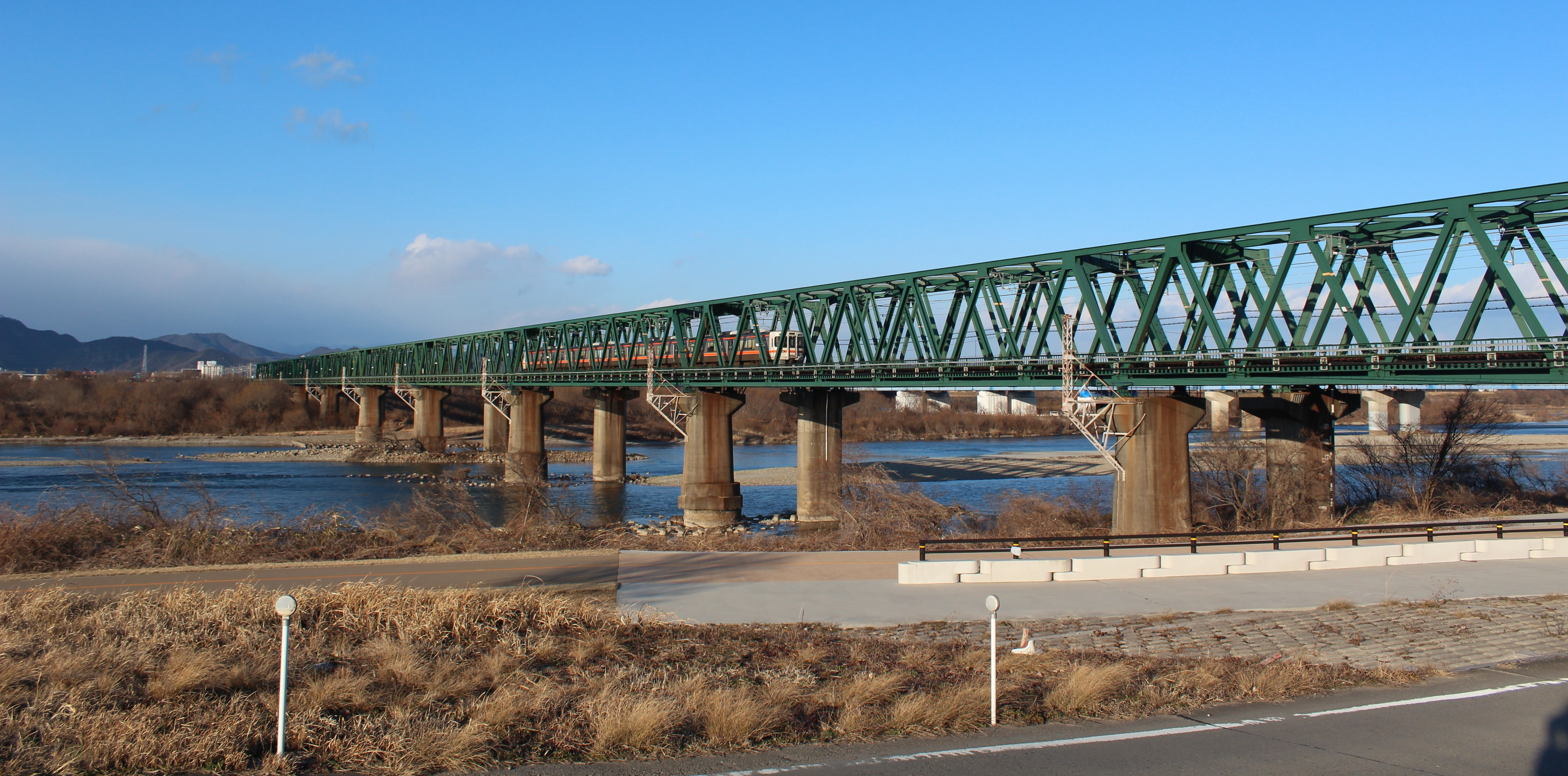
La ligne traversant le fleuve Kiso à Ichinomiya

Cette section est exploitée par la JR Central dans la région de Tōkai. Elle dessert les préfectures de Shizuoka, Aichi et Gifu.
| Numéro | Gare              | Nom japonais | Distance depuis Tokyo (km) | Correspondances | Localisation | Localisation           |
| ------ | ----------------- | ------------ | -------------------------- | --- | ------------ | ---------------------- |
| CA00   | Atami             | 熱海         | 104,6                      | JR East : Itō JR Central : Tōkaidō Shinkansen | Atami        | Préfecture de Shizuoka |
| CA01   | Kannami           | 函南         | 114,5                      | | Kannami      | Préfecture de Shizuoka |
| CA02   | Mishima           | 三島         | 120,7                      | JR Central : Tōkaidō Shinkansen Izuhakone : Sunzu (interconnexion) | Mishima      | Préfecture de Shizuoka |
| CA03   | Numazu            | 沼津         | 126,2                      | JR Central : Gotemba (interconnexion) | Numazu       | Préfecture de Shizuoka |
| CA04   | Katahama          | 片浜         | 130,3                      | | Numazu       | Préfecture de Shizuoka |
| CA05   | Hara              | 原           | 132,8                      | | Numazu       | Préfecture de Shizuoka |
| CA06   | Higashi-Tagonoura | 東田子の浦   | 137,4                      | | Fuji         | Préfecture de Shizuoka |
| CA07   | Yoshiwara         | 吉原         | 141,3                      | Gakunan Electric Train : Gakunan | Fuji         | Préfecture de Shizuoka |
| CA08   | Fuji              | 富士         | 146,2                      | JR Central : Minobu (interconnexion) | Fuji         | Préfecture de Shizuoka |
| CA09   | Fujikawa          | 富士川       | 149,7                      | | Fuji         | Préfecture de Shizuoka |
| CA10   | Shin-Kambara      | 新蒲原       | 152,5                      | | Shizuoka     | Préfecture de Shizuoka |
| CA11   | Kambara           | 蒲原         | 154,9                      | | Shizuoka     | Préfecture de Shizuoka |
| CA12   | Yui               | 由比         | 158,4                      | | Shizuoka     | Préfecture de Shizuoka |
| CA13   | Okitsu            | 興津         | 164,3                      | | Shizuoka     | Préfecture de Shizuoka |
| CA14   | Shimizu           | 清水         | 169,0                      | | Shizuoka     | Préfecture de Shizuoka |
| CA15   | Kusanagi          | 草薙         | 174,2                      | Shizutetsu : Shizuoka-Shimizu | Shizuoka     | Préfecture de Shizuoka |
| CA16   | Higashi-Shizuoka  | 東静岡       | 177,7                      | | Shizuoka     | Préfecture de Shizuoka |
| CA17   | Shizuoka          | 静岡         | 180,2                      | JR Central : Tōkaidō Shinkansen Shizutetsu : Shizuoka-Shimizu (à Shin-Shizuoka) | Shizuoka     | Préfecture de Shizuoka |
| CA18   | Abekawa           | 安倍川       | 184,5                      | | Shizuoka     | Préfecture de Shizuoka |
| CA19   | Mochimune         | 用宗         | 186,6                      | | Shizuoka     | Préfecture de Shizuoka |
| CA20   | Yaizu             | 焼津         | 193,7                      | | Yaizu        | Préfecture de Shizuoka |
| CA21   | Nishi-Yaizu       | 西焼津       | 197,0                      | | Yaizu        | Préfecture de Shizuoka |
| CA22   | Fujieda           | 藤枝         | 200,3                      | | Fujieda      | Préfecture de Shizuoka |
| CA23   | Rokugo            | 六合         | 204,9                      | | Shimada      | Préfecture de Shizuoka |
| CA24   | Shimada           | 島田         | 207,8                      | | Shimada      | Préfecture de Shizuoka |
| CA25   | Kanaya            | 金谷         | 212,9                      | Ōigawa Railway : Ōigawa | Shimada      | Préfecture de Shizuoka |
| CA26   | Kikugawa          | 菊川         | 222,2                      | | Kikugawa     | Préfecture de Shizuoka |
| CA27   | Kakegawa          | 掛川         | 229,3                      | JR Central : Tōkaidō Shinkansen Tenhama : Tenryū Hamanako | Kakegawa     | Préfecture de Shizuoka |
| CA28   | Aino              | 愛野         | 234,6                      | | Fukuroi      | Préfecture de Shizuoka |
| CA29   | Fukuroi           | 袋井         | 238,1                      | | Fukuroi      | Préfecture de Shizuoka |
| CA30   | Mikuriya          | 御厨         | 242,7                      | | Fukuroi      | Préfecture de Shizuoka |
| CA31   | Iwata             | 磐田         | 245,9                      | | Iwata        | Préfecture de Shizuoka |
| CA32   | Toyodachō         | 豊田町       | 248,8                      | | Iwata        | Préfecture de Shizuoka |
| CA33   | Tenryūgawa        | 天竜川       | 252,7                      | | Hamamatsu    | Préfecture de Shizuoka |
| CA34   | Hamamatsu         | 浜松         | 257,1                      | JR Central : Tōkaidō Shinkansen Entetsu : Enshū Railway (à Shin-Hamamatsu) | Hamamatsu    | Préfecture de Shizuoka |
| CA35   | Takatsuka         | 高塚         | 262,4                      | | Hamamatsu    | Préfecture de Shizuoka |
| CA36   | Maisaka           | 舞阪         | 267,5                      | | Hamamatsu    | Préfecture de Shizuoka |
| CA37   | Bentenjima        | 弁天島       | 269,8                      | | Hamamatsu    | Préfecture de Shizuoka |
| CA38   | Araimachi         | 新居町       | 272,9                      | | Kosai        | Préfecture de Shizuoka |
| CA39   | Washizu           | 鷲津         | 276,6                      | | Kosai        | Préfecture de Shizuoka |
| CA40   | Shinjihara        | 新所原       | 282,4                      | Tenhama : Tenryū Hamanako | Kosai        | Préfecture de Shizuoka |
| CA41   | Futagawa          | 二川         | 286,7                      | | Toyohashi    | Préfecture d'Aichi     |
| CA42   | Toyohashi         | 豊橋         | 293,6                      | JR Central : Tōkaidō Shinkansen, Iida Meitetsu : Nagoya Toyotetsu : Atsumi, Azumada | Toyohashi    | Préfecture d'Aichi     |
| CA43   | Nishi-Kozakai     | 西小坂井     | 298,4                      | | Toyokawa     | Préfecture d'Aichi     |
| CA44   | Aichi-Mito        | 愛知御津     | 302,1                      | | Toyokawa     | Préfecture d'Aichi     |
| CA45   | Mikawa-Ōtsuka     | 三河大塚     | 305,2                      | | Gamagori     | Préfecture d'Aichi     |
| CA46   | Mikawa-Miya       | 三河三谷     | 308,3                      | | Gamagori     | Préfecture d'Aichi     |
| CA47   | Gamagōri          | 蒲郡         | 310,6                      | Meitetsu : Gamagōri | Gamagori     | Préfecture d'Aichi     |
| CA48   | Mikawa-Shiotsu    | 三河塩津     | 312,9                      | | Gamagori     | Préfecture d'Aichi     |
| CA49   | Sangane           | 三ヶ根       | 315,5                      | | Kōta         | Préfecture d'Aichi     |
| CA50   | Kōda              | 幸田         | 318,5                      | | Kōta         | Préfecture d'Aichi     |
| CA51   | Aimi              | 相見         | 321,6                      | | Kōta         | Préfecture d'Aichi     |
| CA52   | Okazaki           | 岡崎         | 325,9                      | Aichi Loop Railway : Aichi Loop | Okazaki      | Préfecture d'Aichi     |
| CA53   | Nishi-Okazaki     | 西岡崎       | 330,1                      | | Okazaki      | Préfecture d'Aichi     |
| CA54   | Anjō              | 安城         | 333,7                      | | Anjō         | Préfecture d'Aichi     |
| CA55   | Mikawa-Anjō       | 三河安城     | 336.3                      | JR Central : Tōkaidō Shinkansen | Anjō         | Préfecture d'Aichi     |
| CA56   | Higashi-Kariya    | 東刈谷       | 338,1                      | | Kariya       | Préfecture d'Aichi     |
| CA57   | Noda-Shinmachi    | 野田新町     | 339,7                      | | Kariya       | Préfecture d'Aichi     |
| CA58   | Kariya            | 刈谷         | 341,6                      | Meitetsu : Mikawa | Kariya       | Préfecture d'Aichi     |
| CA59   | Aizuma            | 逢妻         | 343,5                      | | Kariya       | Préfecture d'Aichi     |
| CA60   | Ōbu               | 大府         | 346,5                      | JR Central : Taketoyo (interconnexion) | Ōbu          | Préfecture d'Aichi     |
| CA61   | Kyōwa             | 共和         | 349,5                      | | Ōbu          | Préfecture d'Aichi     |
| CA62   | Minami-Ōdaka      | 南大高       | 351,8                      | | Nagoya       | Préfecture d'Aichi     |
| CA63   | Ōdaka             | 大高         | 353,6                      | | Nagoya       | Préfecture d'Aichi     |
| CA64   | Kasadera          | 笠寺         | 356,8                      | | Nagoya       | Préfecture d'Aichi     |
| CA65   | Atsuta            | 熱田         | 360,8                      | | Nagoya       | Préfecture d'Aichi     |
| CA66   | Kanayama          | 金山         | 362,7                      | JR Central : Chūō Meitetsu : Nagoya Métro de Nagoya : Meijō, Meikō | Nagoya       | Préfecture d'Aichi     |
| CA67   | Otōbashi          | 尾頭橋       | 363,6                      | | Nagoya       | Préfecture d'Aichi     |
| CA68   | Nagoya            | 名古屋       | 366,0                      | JR Central : Tōkaidō Shinkansen, Chūō, Kansai Kintetsu : Nagoya (à Kintetsu-Nagoya) Meitetsu : Nagoya (à Meitetsu Nagoya) Nagoya Rinkai Rapid Transit : Aomnami Métro de Nagoya : Higashiyama, Sakura-dōri | Nagoya       | Préfecture d'Aichi     |
| CA69   | Biwajima          | 枇杷島       | 370,0                      | TKJ : Jōhoku | Kiyosu       | Préfecture d'Aichi     |
| CA70   | Kiyosu            | 清洲         | 373,8                      | | Inazawa      | Préfecture d'Aichi     |
| CA71   | Inazawa           | 稲沢         | 377,1                      | | Inazawa      | Préfecture d'Aichi     |
| CA72   | Owari-Ichinomiya  | 尾張一宮     | 383,1                      | Meitetsu : Nagoya, Bisai (à Meitetsu Ichinomiya) | Ichinomiya   | Préfecture d'Aichi     |
| CA73   | Kisogawa          | 木曽川       | 388,6                      | | Ichinomiya   | Préfecture d'Aichi     |
| CA74   | Gifu              | 岐阜         | 396,3                      | JR Central : Takayama (interconnexion) Meitetsu : Nagoya, Kagamigahara (à Meitetsu Gifu) | Gifu         | Préfecture de Gifu     |
| CA75   | Nishi-Gifu        | 西岐阜       | 399,5                      | | Gifu         | Préfecture de Gifu     |
| CA76   | Hozumi            | 穂積         | 400,5                      | | Mizuho       | Préfecture de Gifu     |
| CA77   | Ōgaki             | 大垣         | 410,0                      | Branche de Mino-Akasaka Tarumi Railway : Tarumi Yoro Railway : Yōrō | Ōgaki        | Préfecture de Gifu     |
| CA78   | Tarui             | 垂井         | 418,1                      | | Tarui        | Préfecture de Gifu     |
| CA79   | Sekigahara        | 関ヶ原       | 423,8                      | | Sekigahara   | Préfecture de Gifu     |
| CA80   | Kashiwabara       | 柏原         | 430,9                      | | Maibara      | Préfecture de Shiga    |
| CA81   | Ōmi-Nagoka        | 近江長岡     | 435,2                      | |              |                        |
| CA82   | Samegai           | 醒ヶ井       | 439,8                      | |              |                        |
| CA83   | Maibara           | 米原         | 445,9                      | JR Central : Tōkaidō Shinkansen JR West : Biwako (interconnexion), Hokuriku (interconnexion) Ohmi Railway : Ohmi Railway                                                                                   |              |                        |

#### Branche de Mino-Akasaka
| Gare         | Nom japonais | Distance depuis Ōgaki (km) | Correspondances  | Localisation | Localisation       |
| ------------ | ------------ | -------------------------- | ---------------- | ------------ | ------------------ |
| Ōgaki        | 大垣         | 0                          | Ligne principale | Ōgaki        | Préfecture de Gifu |
| Arao         | 荒尾         | 3.4                        |                  | Ōgaki        | Préfecture de Gifu |
| Mino-Akasaka | 美濃赤坂     | 5,0                        |                  | Ōgaki        | Préfecture de Gifu |

#### Section Maibara - Kobe
Cette section est exploitée par la JR West et constitue l'artère ferroviaire principale du Keihanshin. Elle est divisée en 3 segments nommés :
- ligne Biwako de Maibara à Kyoto,
- ligne JR Kyoto de Kyoto à Osaka,
- ligne JR Kobe d'Osaka à Kobe.

## Matériel roulant

### JR East

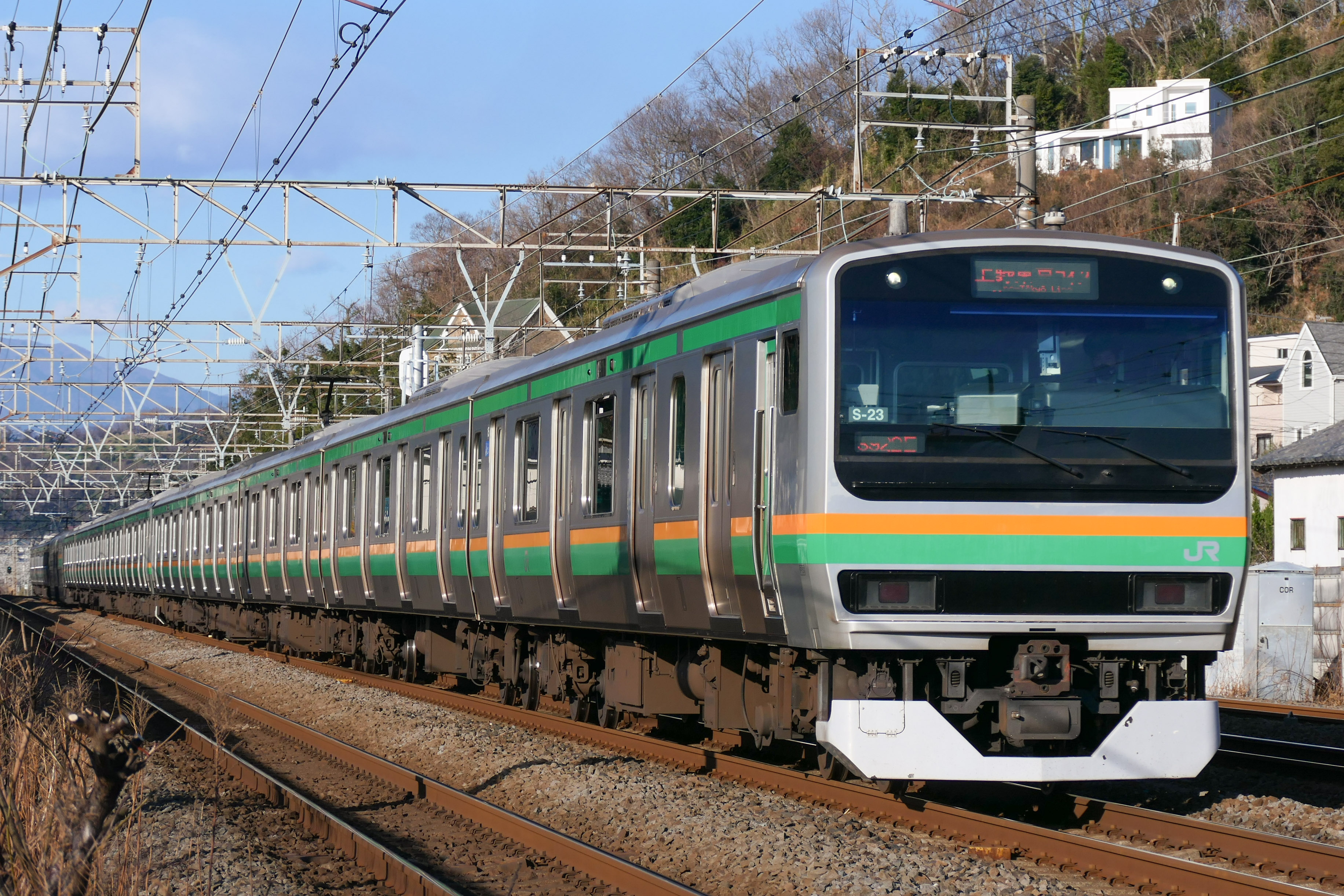
Série E231
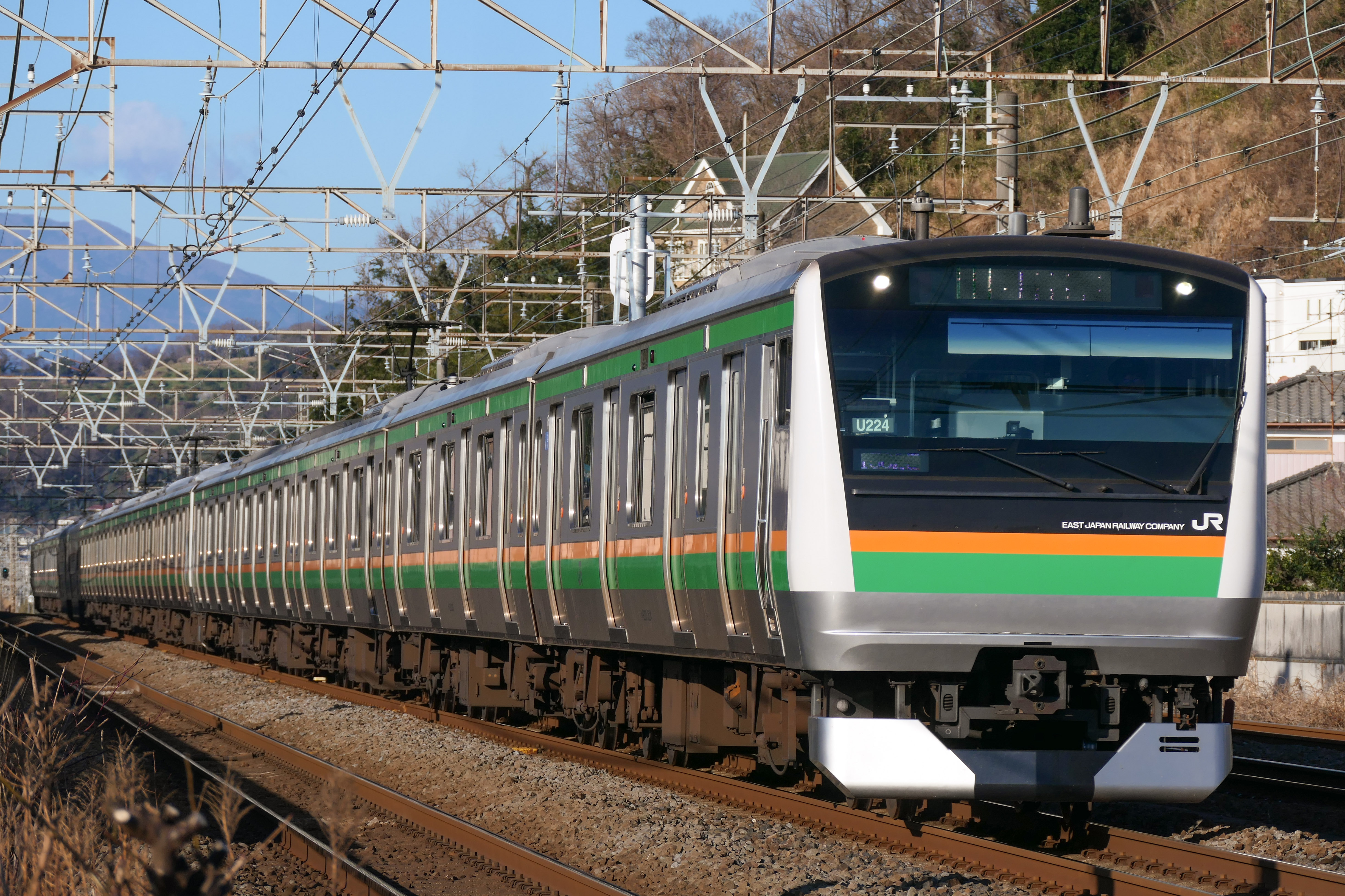
Série E233
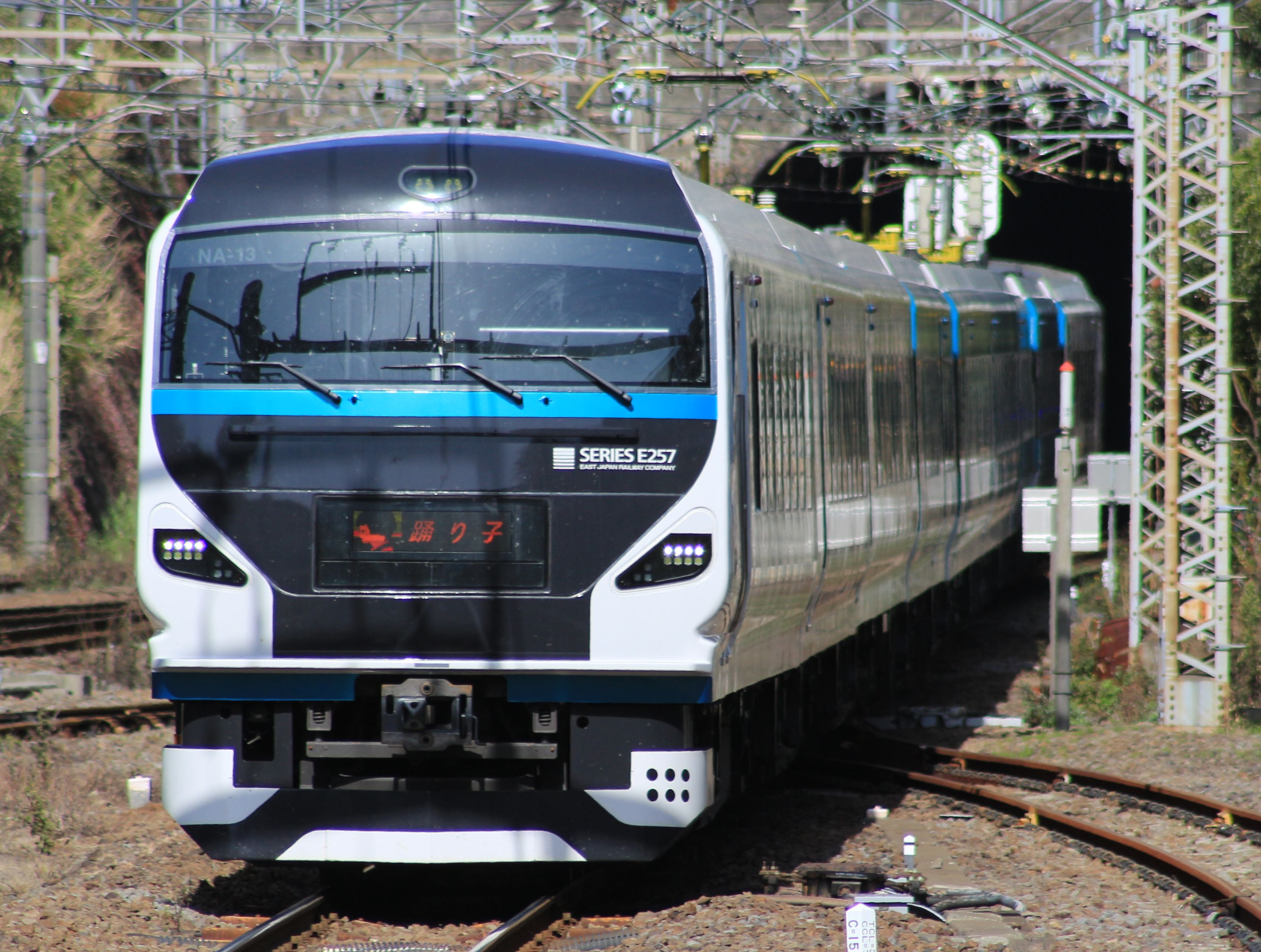
Série E257 (Services Odoriko et Shōnan)
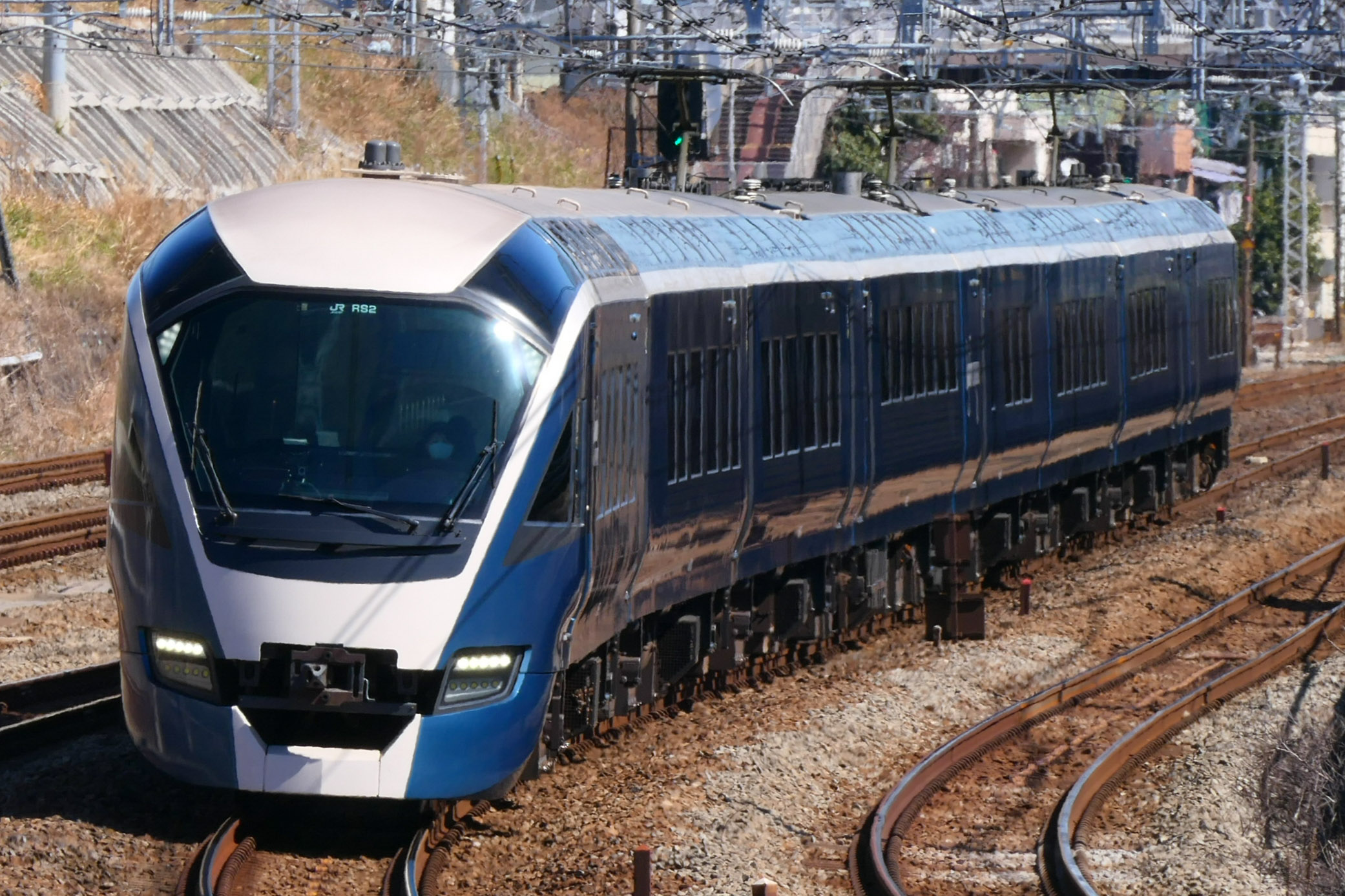
Série E261 (Services Saphir Odoriko)
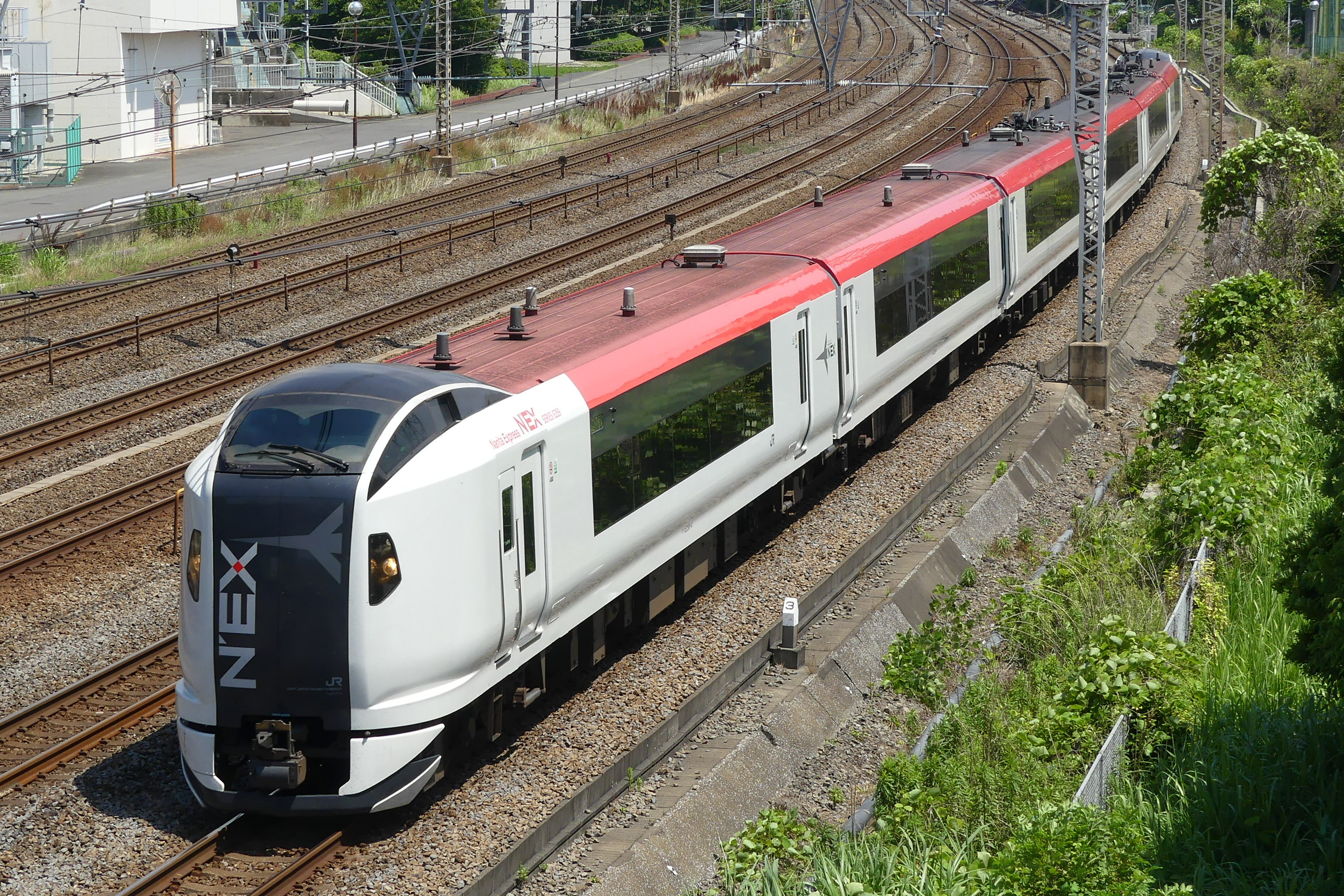
Série E259 (Services Narita Express)

### JR Central

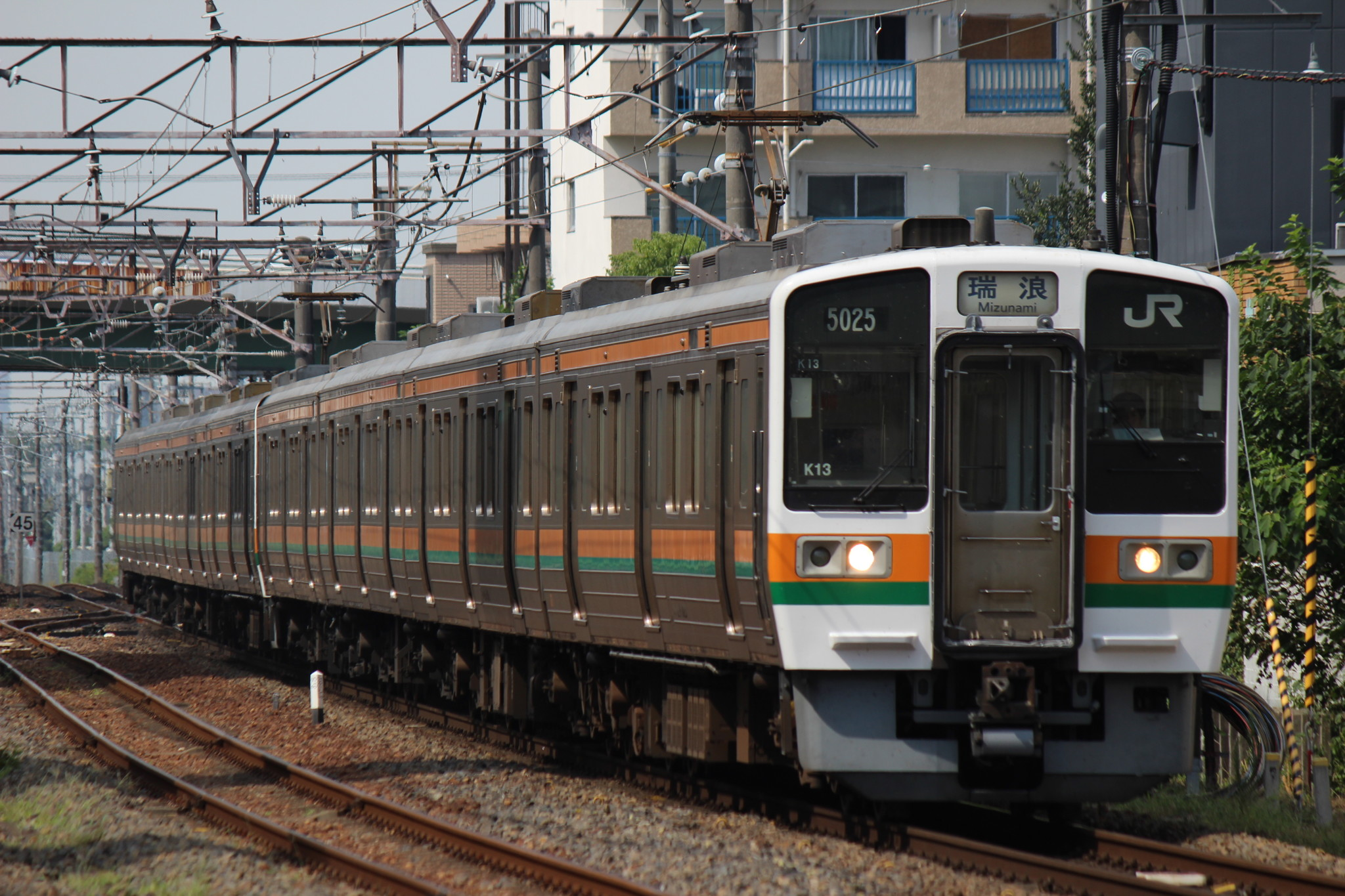
Série 211
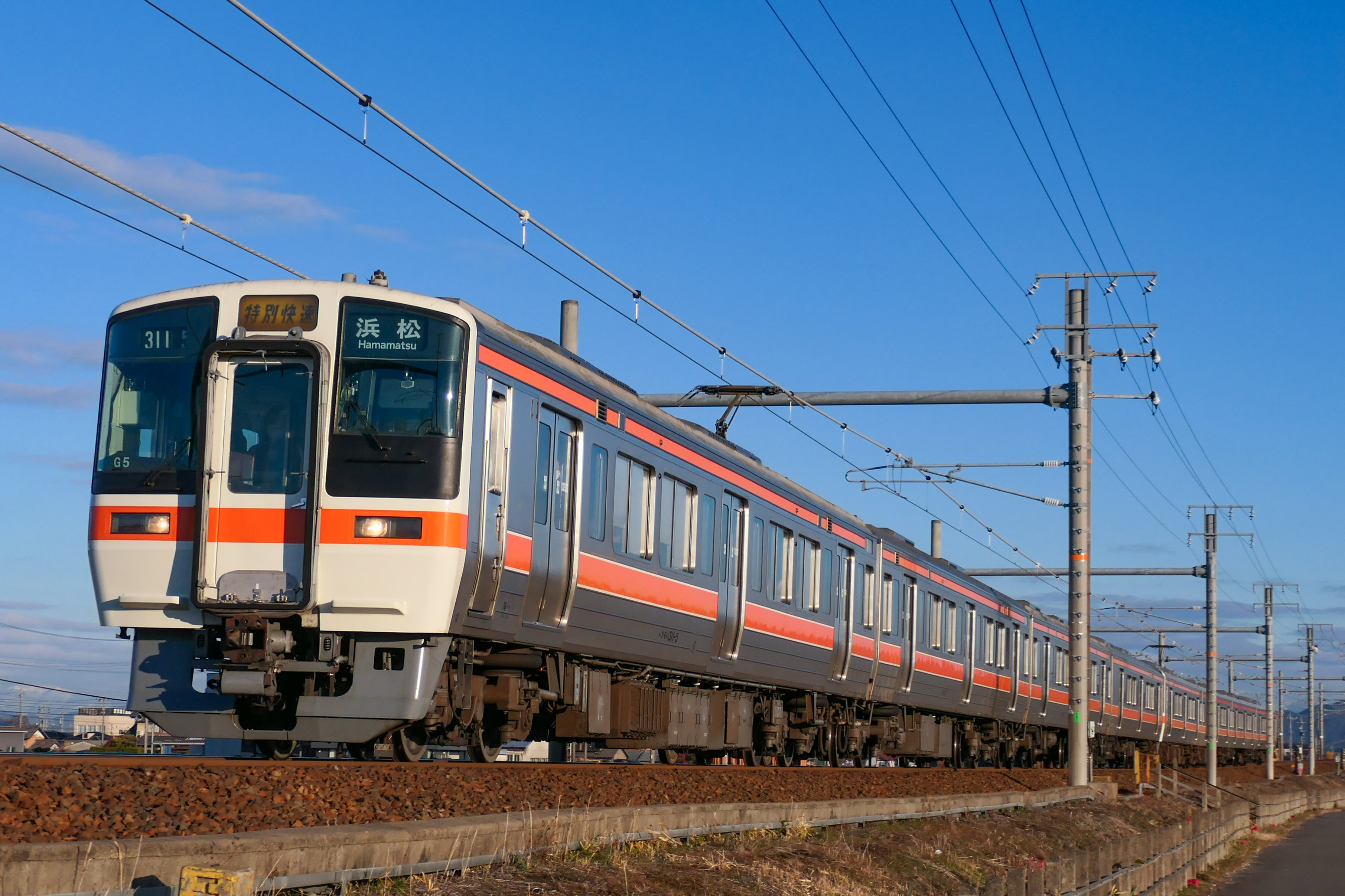
Série 311
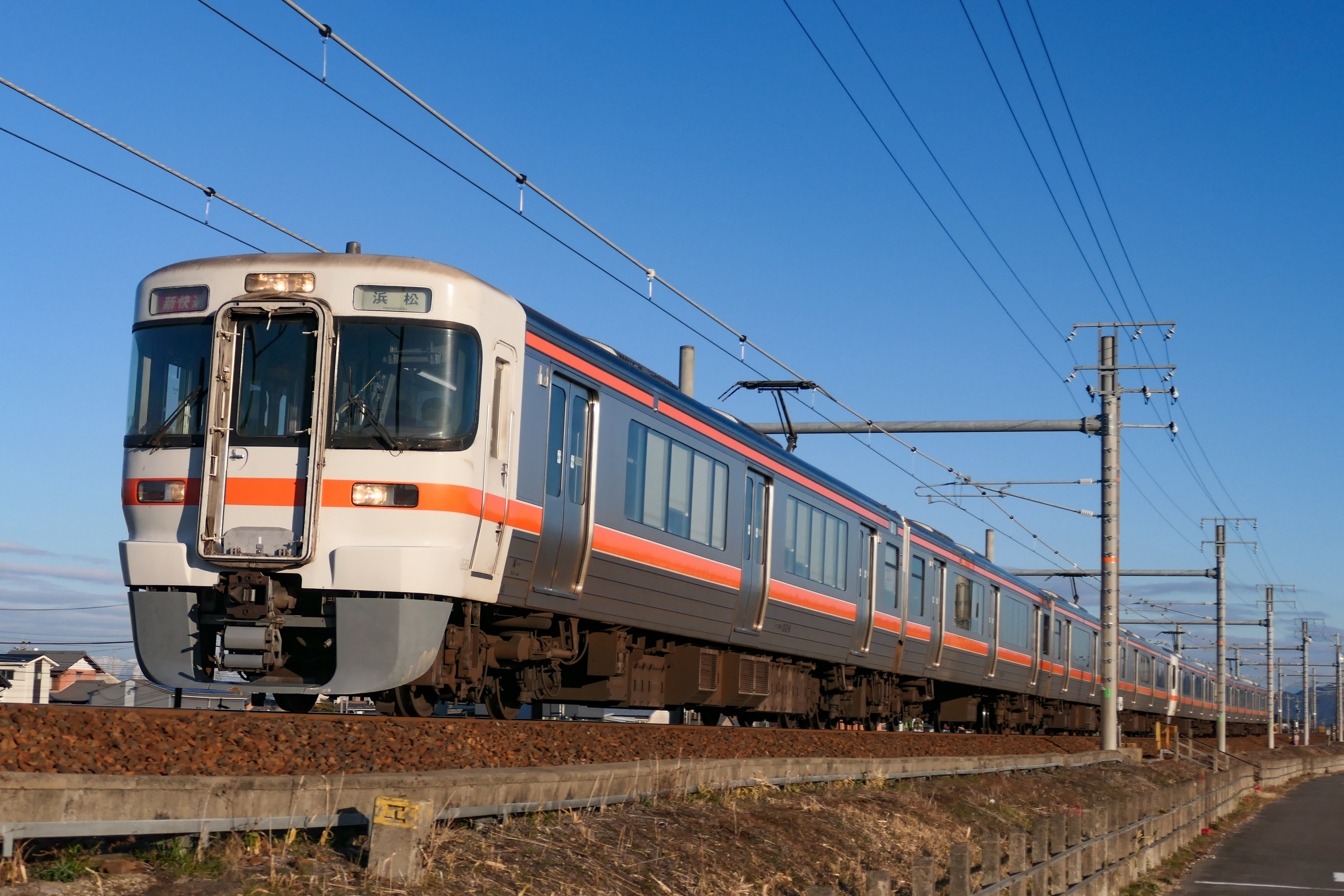
Série 313
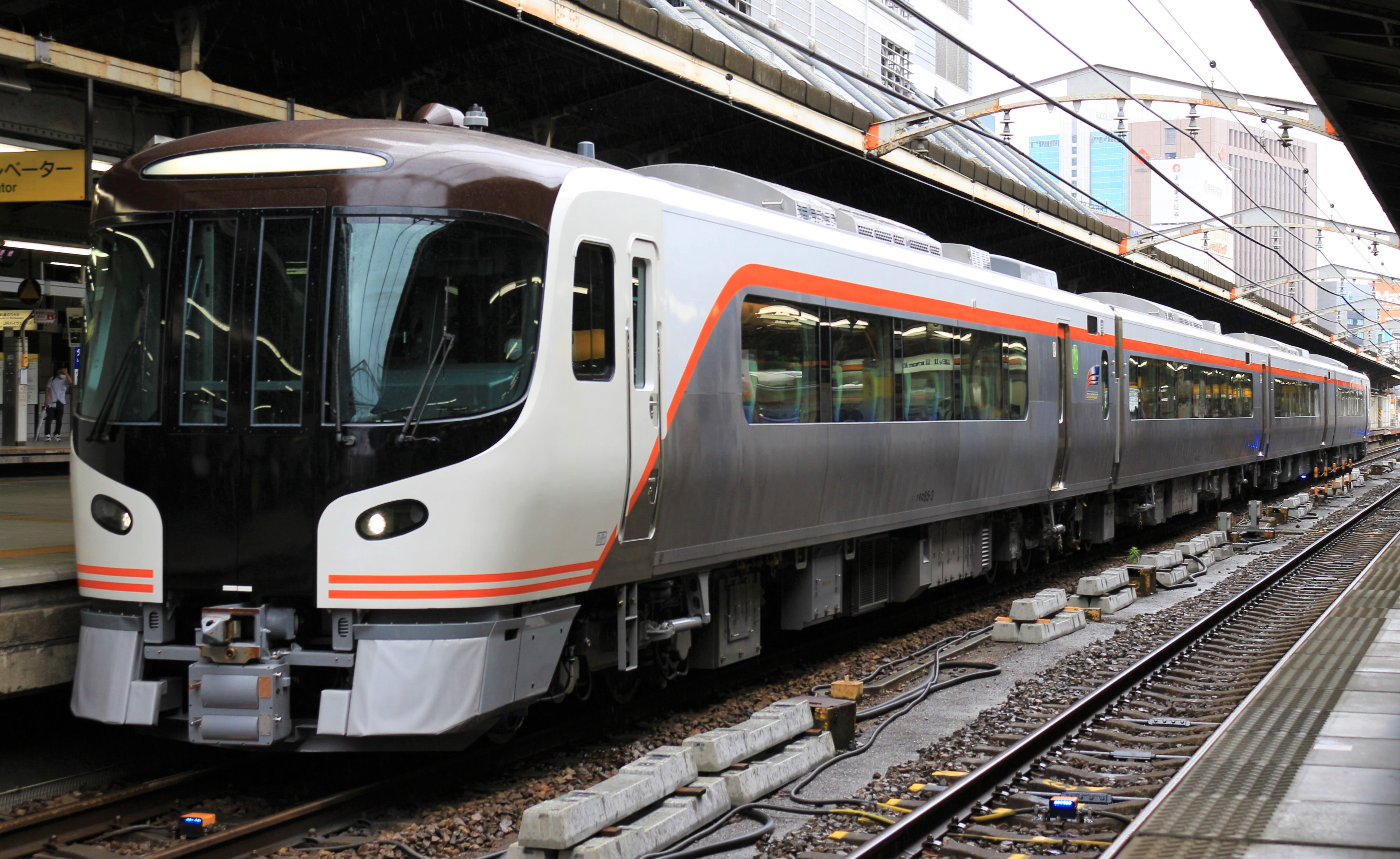
Série HC85 (Services Hida)
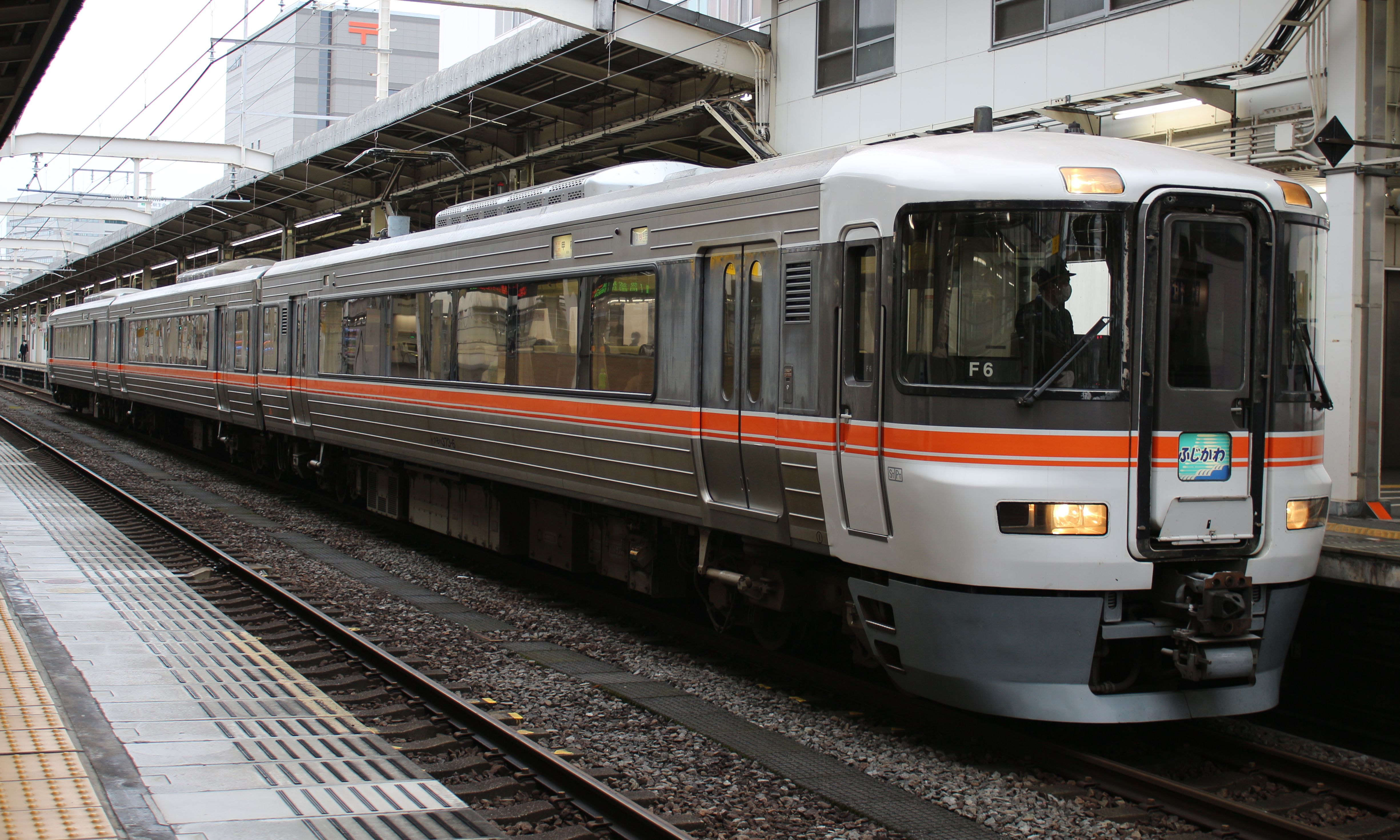
Série 373 (Services Fujikawa)

### JR West

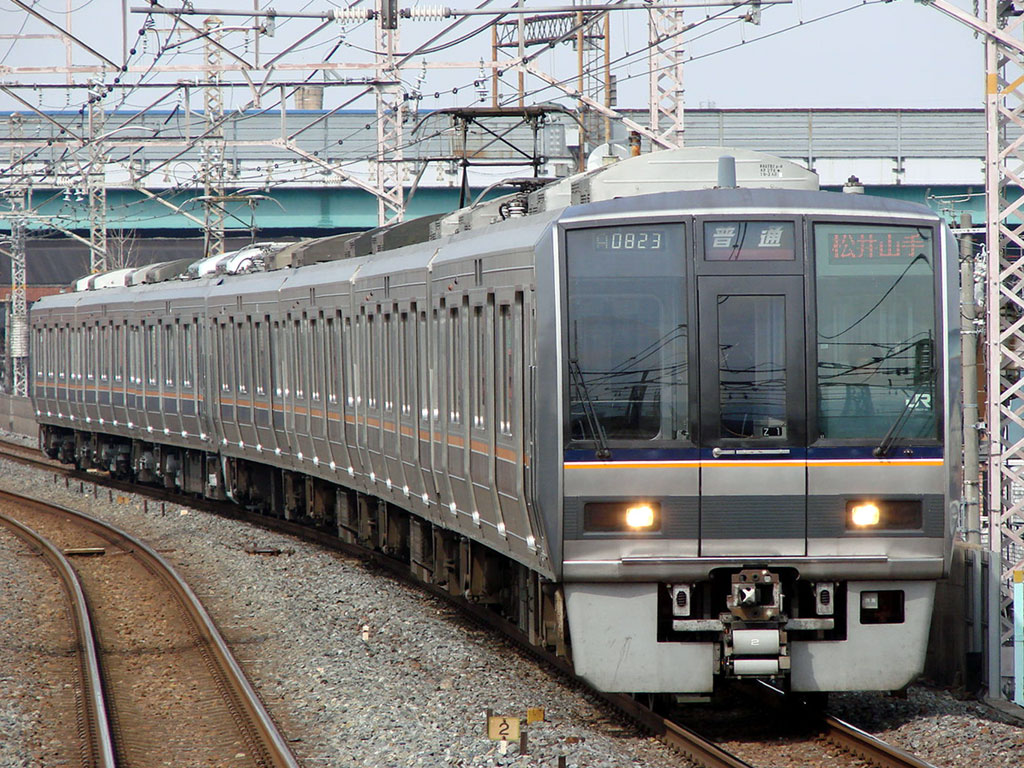
Série 207
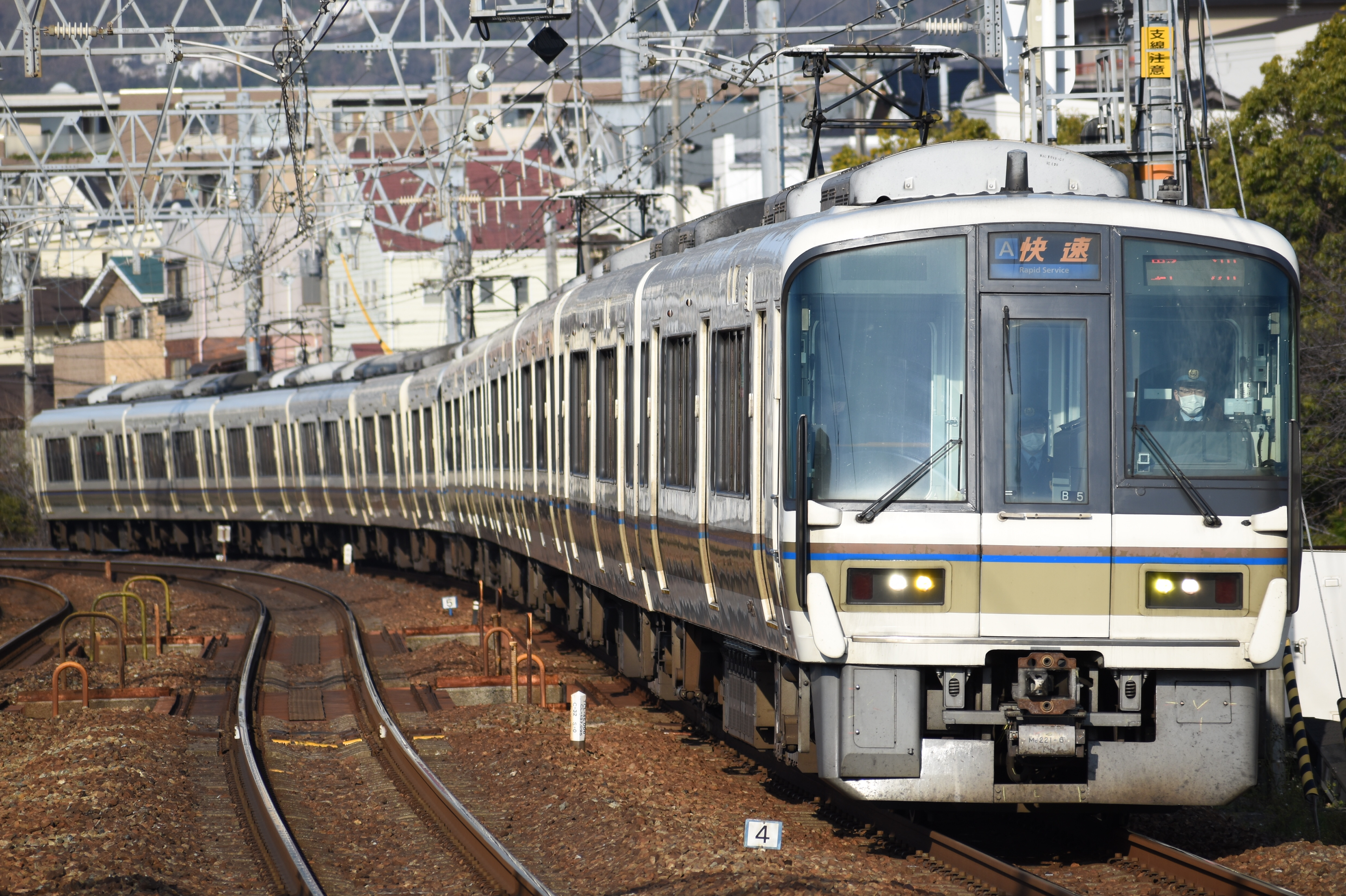
Série 221
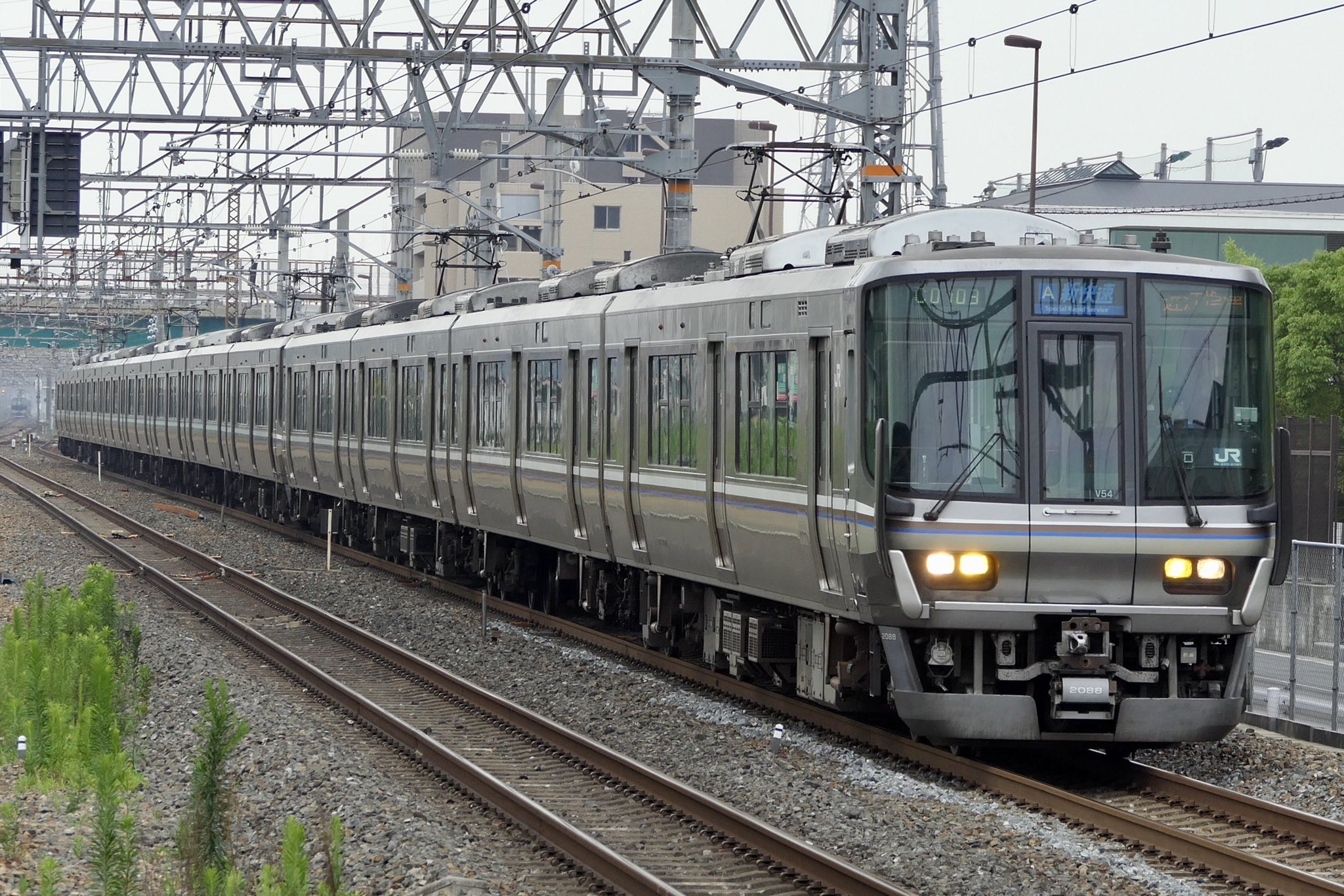
Série 223
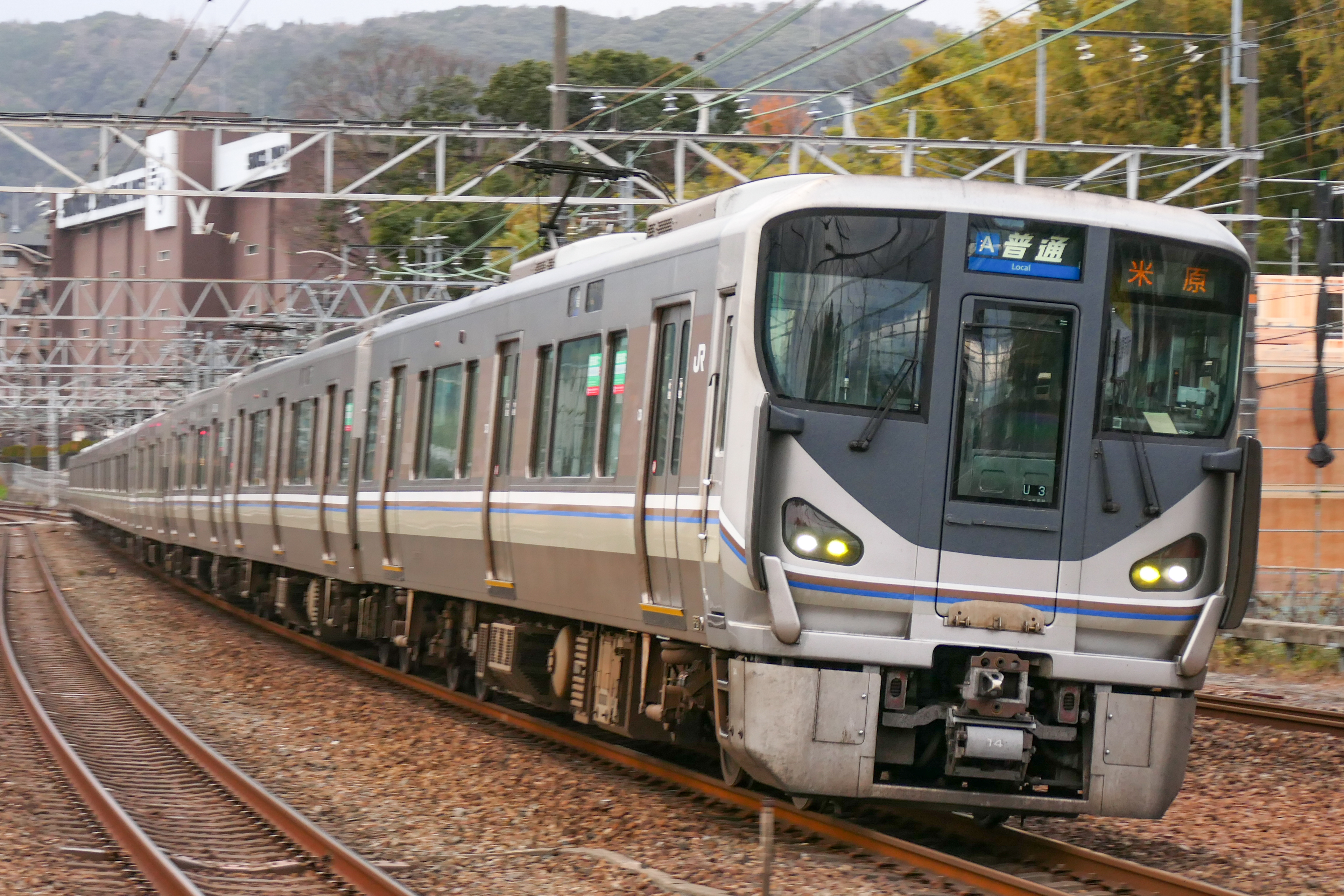
Série 225
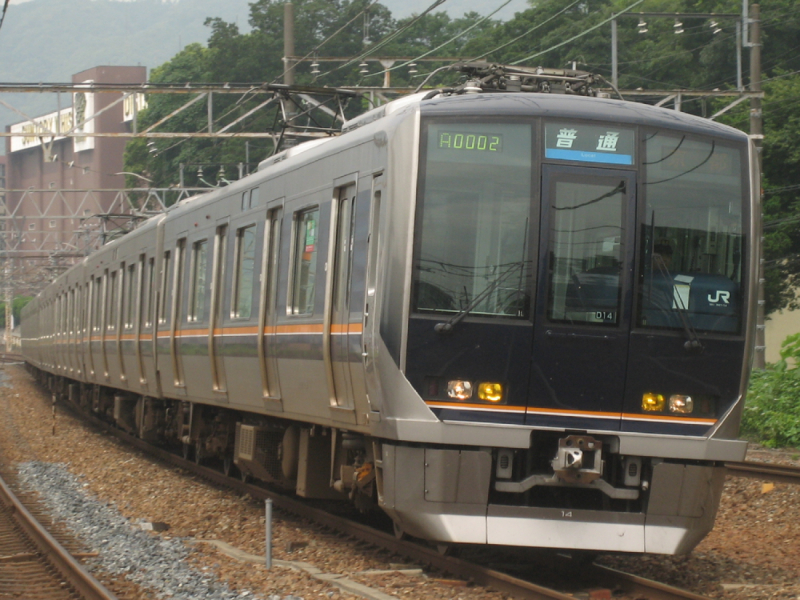
Série 321
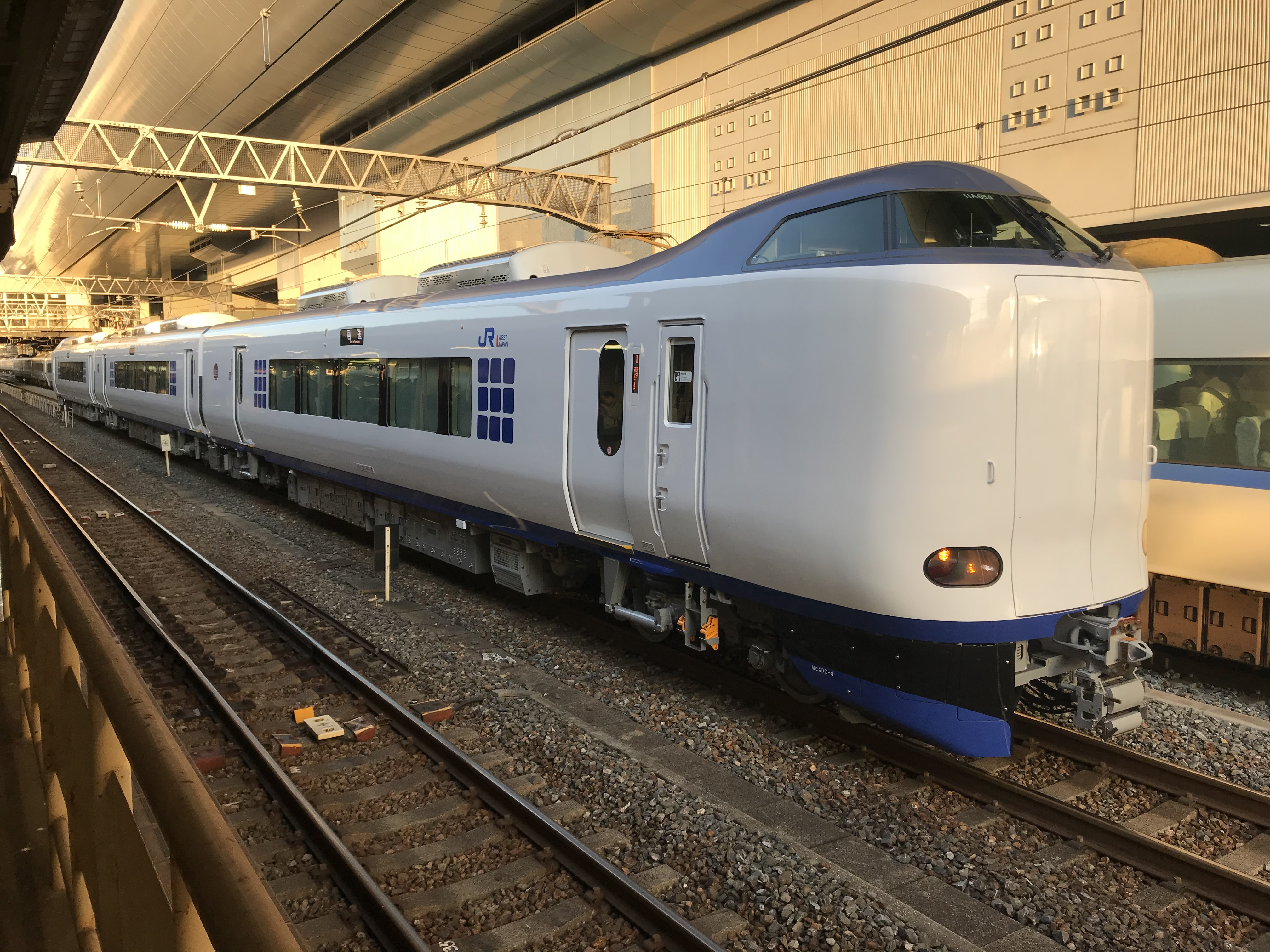
Série 271 (Services Haruka)
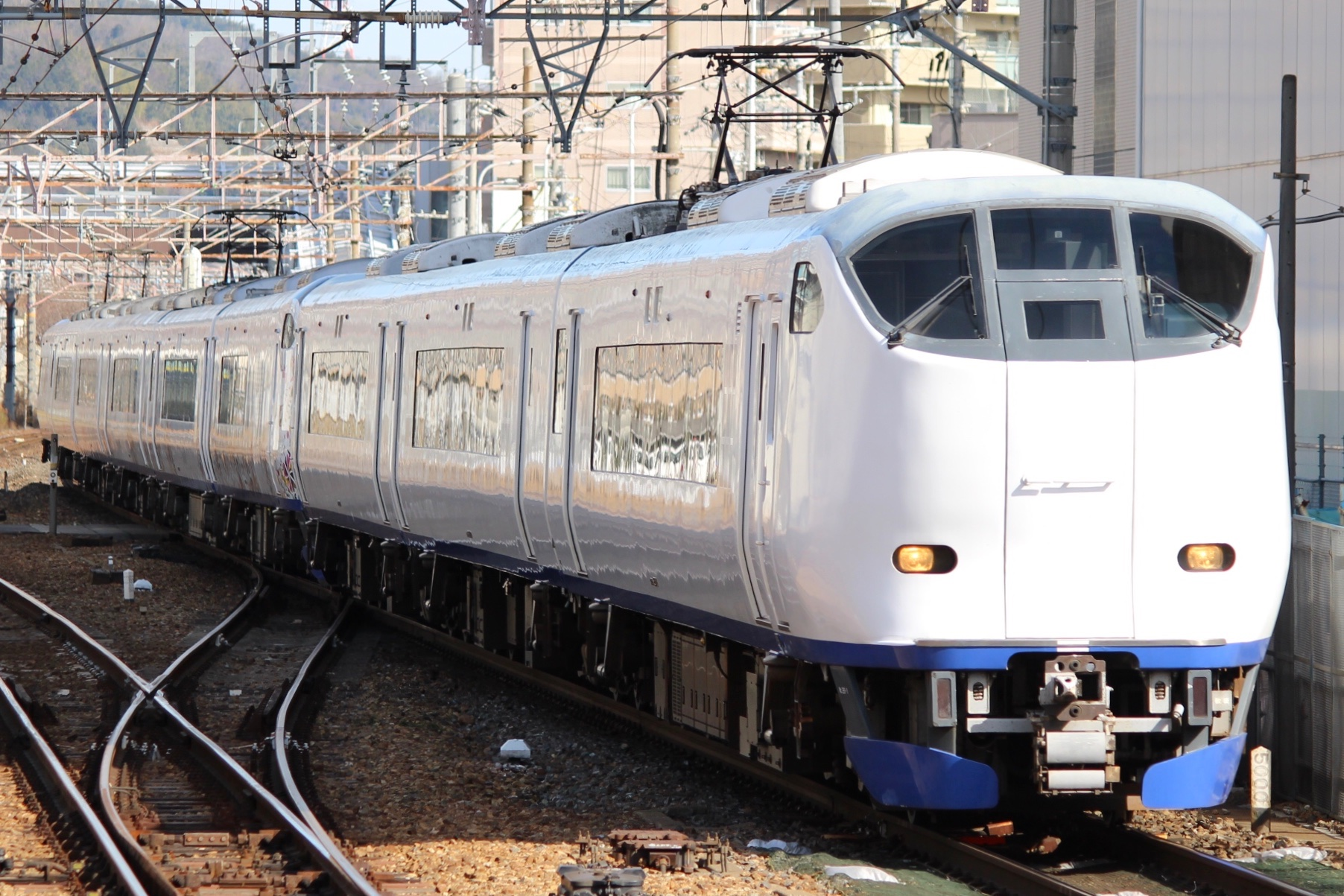
Série 281 (Services Haruka)
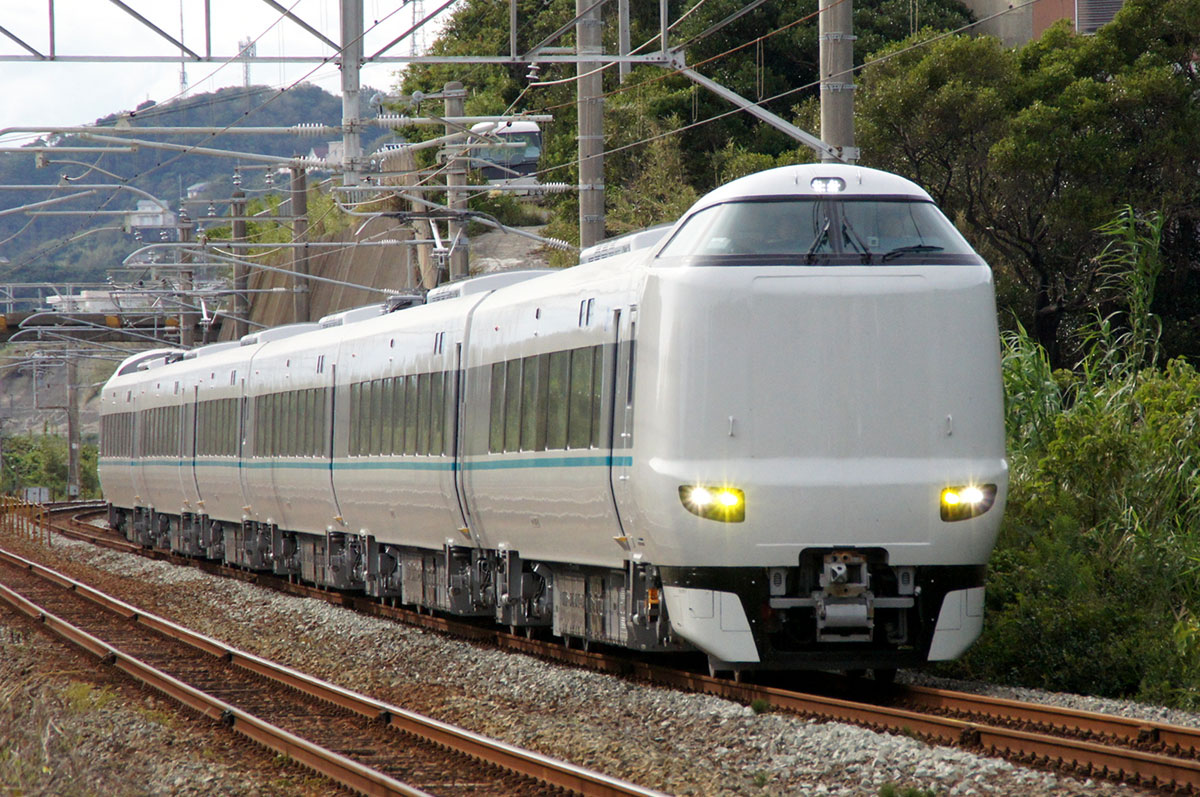
Série 287 (Services Kuroshio)
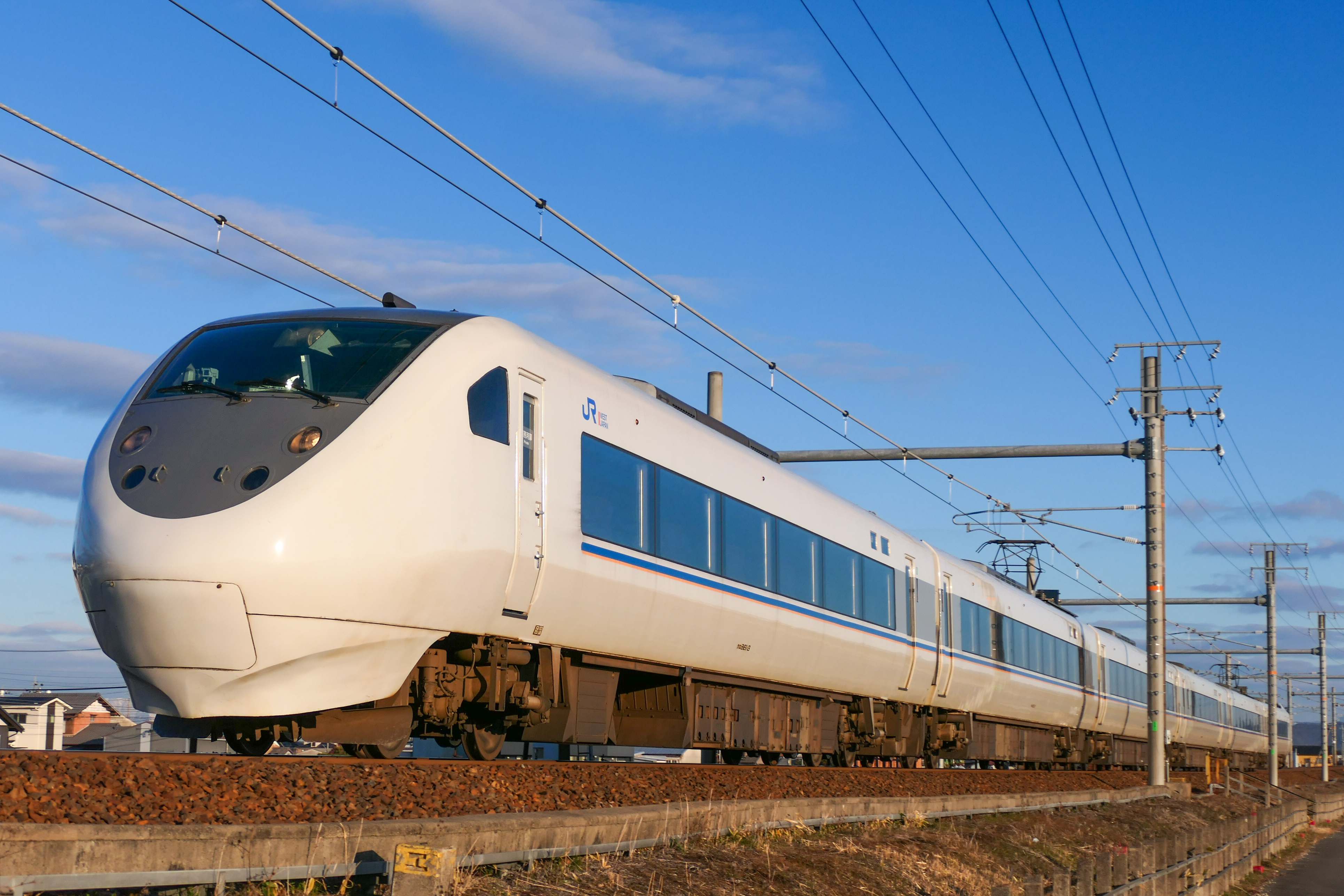
Série 681 (Services Thunderbird et Shirasagi)
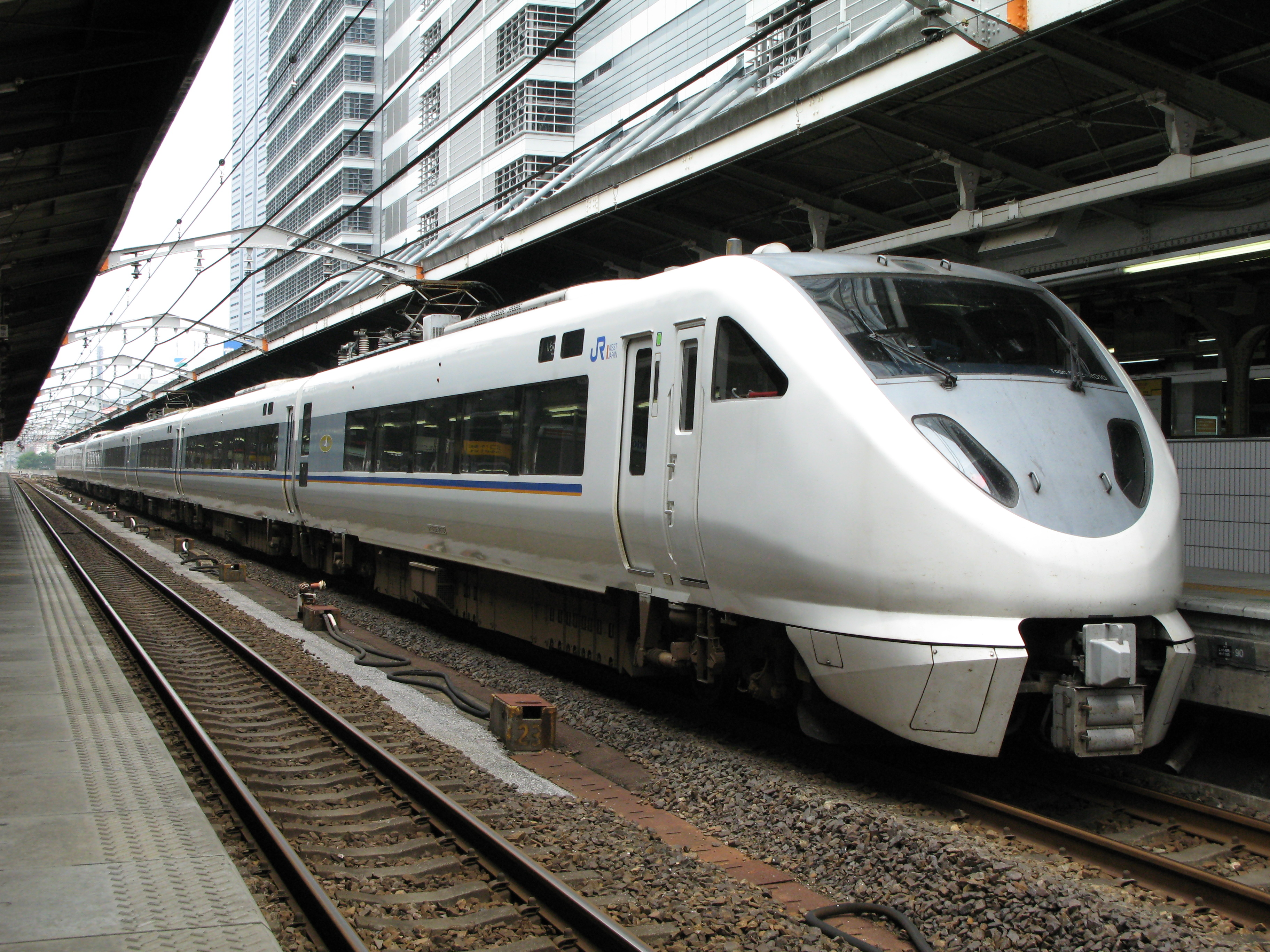
Série 683 (Services Thunderbird, Shirasagi et Biwako Express)
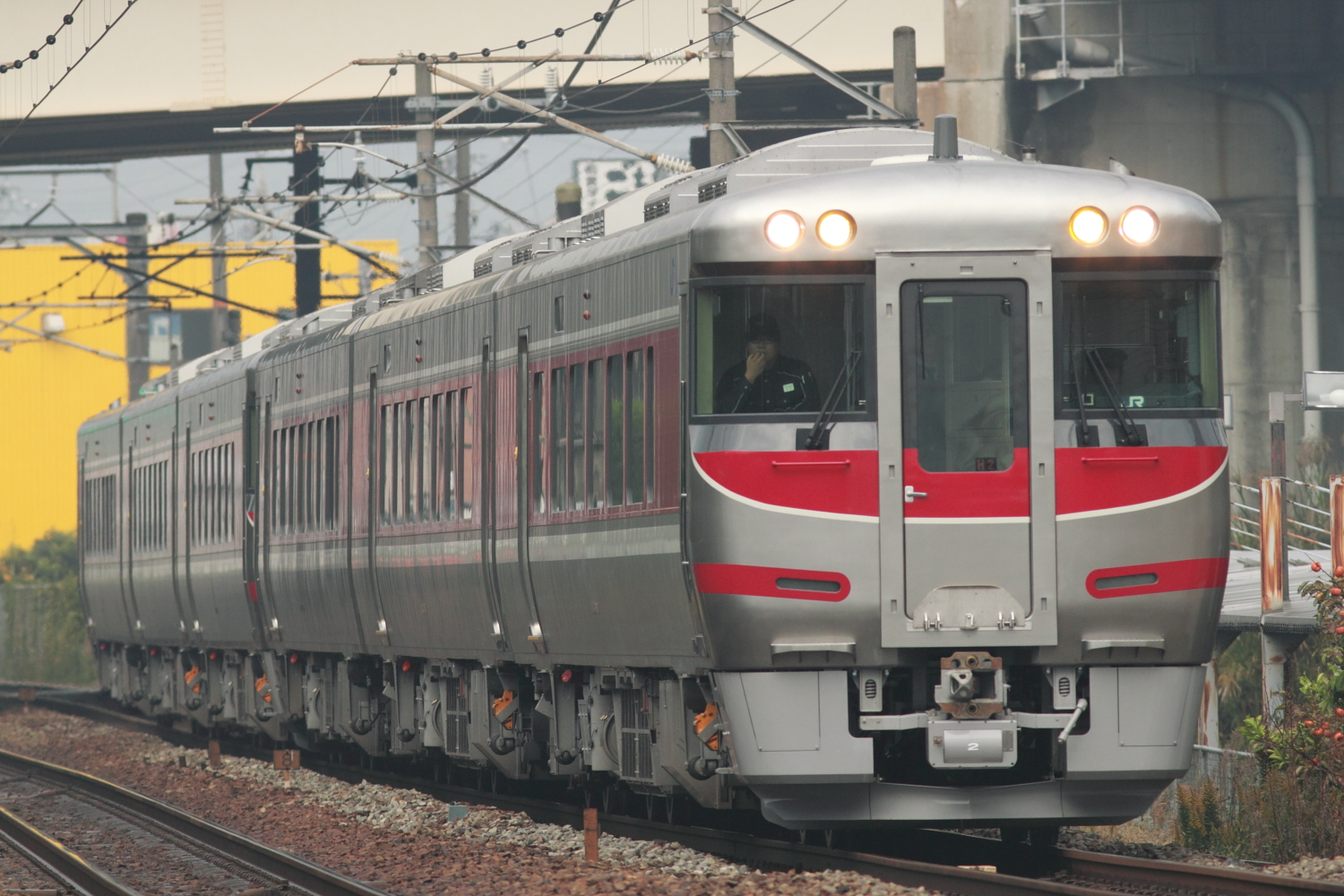
Série KiHa 189 (Services Hamakaze et Rakuraku Biwako)
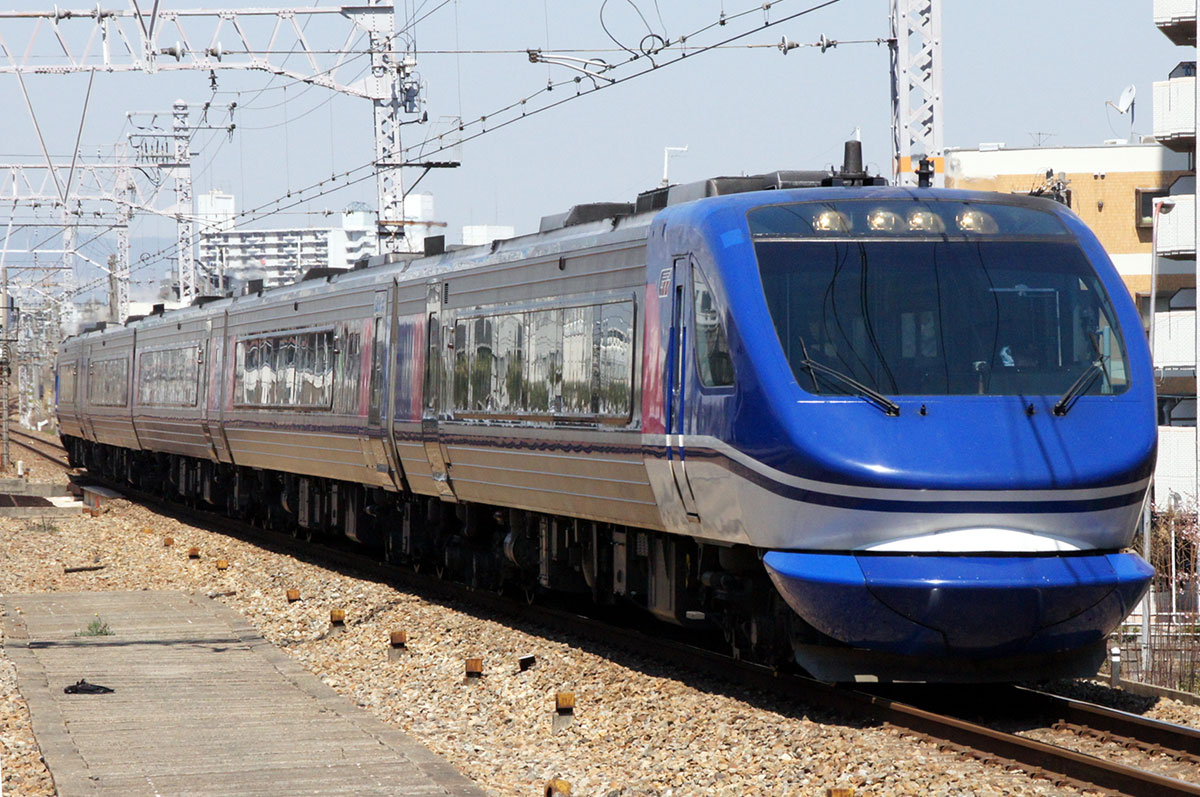
HOT serie 7000 (Services Super Hakuto)

### Train de nuit

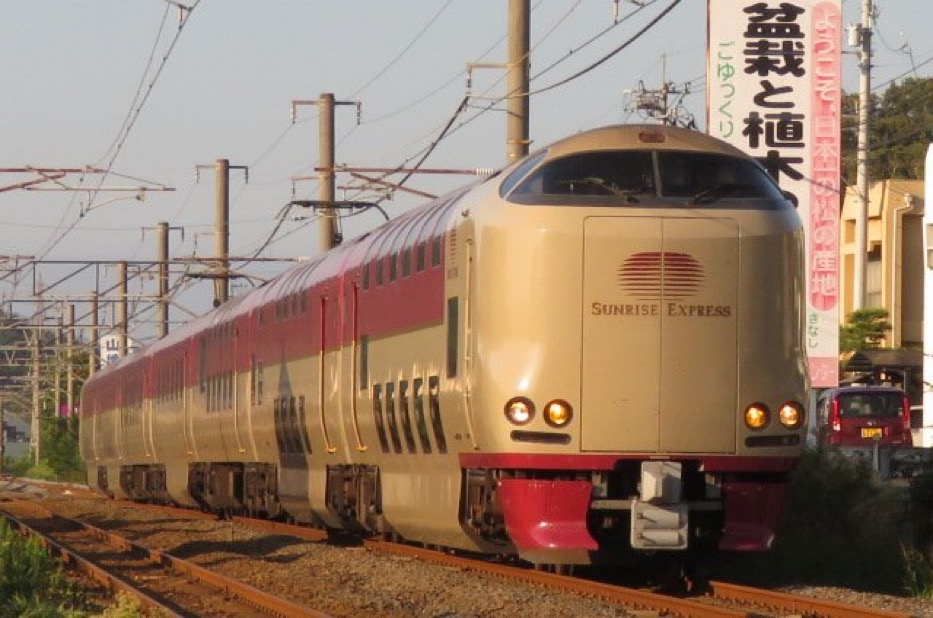
Série 285 (Services Sunrise Izumo et Sunrise Seto)

### Train de fret

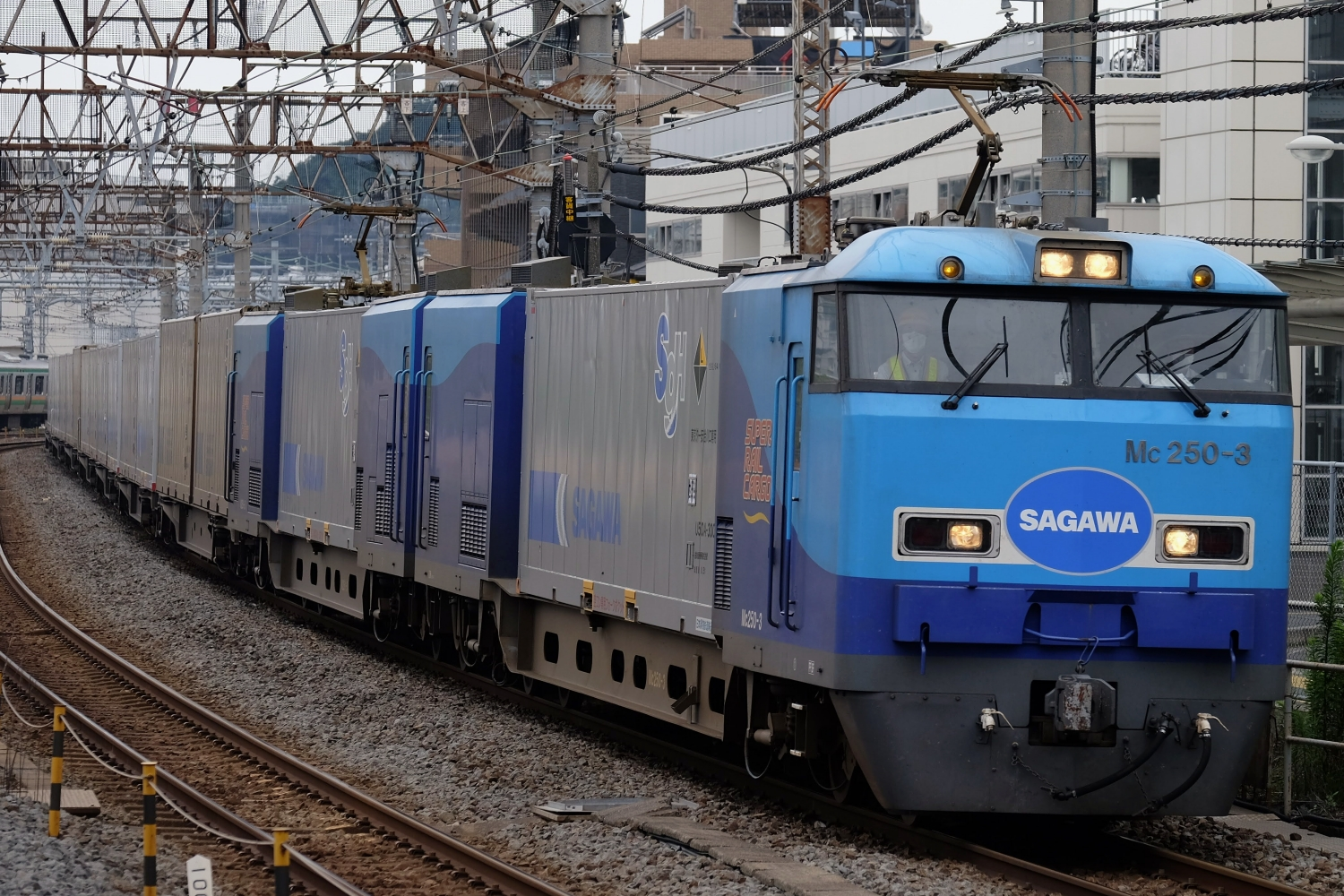
Série M250